# Ya es mediodía
Ya es mediodía fue un programa de televisión emitido de lunes a viernes en Telecinco, de 13:30 a 15:00, entre el 15 de junio de 2018 y el 8 de septiembre de 2023. El espacio, presentado por Joaquín Prat, y Verónica Dulanto en su sustitución, analizaba la información diaria, prestando especial atención a aspectos políticos, sociales, culturales, económicos y a aquellos relacionados con la prensa rosa y los reality shows del canal.

## Formato
Ya es mediodía, presentado por Sonsoles Ónega (2018-2022) y Joaquín Prat (2022-2023), era un programa informativo que ofrecía un análisis pormenorizado de los temas más relevantes de la actualidad política, económica, social y cultural. Además, desde el mes de agosto de 2018, también trataba aspectos relacionados con el mundo del corazón y con los reality shows del canal en una sección llamada Ya es mediodía «Fresh». También, en 2019, el formato llevó a cabo una sección ocasional llamada El ascensor, en la cual Sonsoles Ónega entrevistaba muy brevemente en un ascensor a los principales políticos del país.
El espacio contaba con varias tertulias y análisis acerca de la información diaria, donde distintos colaboradores discutían los temas relacionados con la jornada. Asimismo, se realizaban conexiones en directo y entrevistas a personajes del panorama general.

## Equipo

### Presentadores

#### Última etapa
|                  | Información                              |      |      |      |      |      |      |
| Año              |                                          | 2018 | 2019 | 2020 | 2021 | 2022 | 2023 |
| ---------------- | ---------------------------------------- | ---- | ---- | ---- | ---- | ---- | ---- |
| Joaquín Prat     | Presentador de televisión y periodista.  |      |      |      |      |      |      |
| Verónica Dulanto | Presentadora de televisión y periodista. |      |      |      |      |      |      |
| Antonio Rossi    | Presentador de televisión y periodista.  |      |      |      |      |      |      |

#### Anteriores
Presentadora titular
     Presentador/a sustituto/a
|                | Información                                         |      |      |      |      |      |      |
| Año            |                                                     | 2018 | 2019 | 2020 | 2021 | 2022 | 2023 |
| -------------- | --------------------------------------------------- | ---- | ---- | ---- | ---- | ---- | ---- |
| Sonsoles Ónega | Presentadora de televisión, periodista y escritora. |      |      |      |      |      |      |
| Marc Calderó   | Presentador de televisión y periodista.             |      |      |      |      |      |      |
| Patricia Pardo | Presentadora de televisión y periodista.            |      |      |      |      |      |      |
| Miquel Valls   | Presentador de televisión y periodista.             |      |      |      |      |      |      |
| María Verdoy   | Presentadora de televisión y periodista.            |      |      |      |      |      |      |
| Bea Archidona  | Presentadora de televisión y periodista.            |      |      |      |      |      |      |

### Colaboradores

#### Actualidad
|                    | Información                             |      |      |      |      |      |      |
| Año                |                                         | 2018 | 2019 | 2020 | 2021 | 2022 | 2023 |
| ------------------ | --------------------------------------- | ---- | ---- | ---- | ---- | ---- | ---- |
| Alfonso Ojea       | Colaborador de televisión               |      |      |      |      |      |      |
| Ángel Munárriz     | Colaborador de televisión               |      |      |      |      |      |      |
| Daniel Montero     | Periodista y colaborador de televisión  |      |      |      |      |      |      |
| Emilia Landaluce   | Colaboradora de televisión              |      |      |      |      |      |      |
| Rocío Ramos-Paúl   | Colaboradora de televisión              |      |      |      |      |      |      |
| Javier Gállego     | Colaborador de televisión               |      |      |      |      |      |      |
| Alejandro Requeijo | Colaborador de televisión               |      |      |      |      |      |      |
| Marta Nebot        | Periodista y colaboradora de televisión |      |      |      |      |      |      |
| Carmen Ro          | Colaboradora de televisión              |      |      |      |      |      |      |
| Cristina Fallarás  | Periodista y colaboradora de televisión |      |      |      |      |      |      |
| Esther Palomera    | Periodista y colaboradora de televisión |      |      |      |      |      |      |
| Montse Suárez      | Abogada y colaboradora de televisión    |      |      |      |      |      |      |
| Benjamín López     | Colaborador de televisión               |      |      |      |      |      |      |
| Israel García-Juez | Colaborador de televisión               |      |      |      |      |      |      |
| Cristina Cifuentes | Expolítica y colaboradora de televisión |      |      |      |      |      |      |
| David Aleman       | Periodista y escritor                   |      |      |      |      |      |      |
| Serafín Giraldo    | Inspector de policía                    |      |      |      |      |      |      |
| Alfonso Egea       | Periodista y escritor                   |      |      |      |      |      |      |

#### Fresh
|                      | Información                             |      |      |      |      |      |      |
| Año                  |                                         | 2018 | 2019 | 2020 | 2021 | 2022 | 2023 |
| -------------------- | --------------------------------------- | ---- | ---- | ---- | ---- | ---- | ---- |
| Isabel Rábago        | Periodista y colaboradora de televisión |      |      |      |      |      |      |
| Miguel Ángel Nicolás | Colaborador de televisión               |      |      |      |      |      |      |
| Marta López          | Colaboradora de televisión              |      |      |      |      |      |      |
| Ángela Portero       | Periodista y colaboradora de televisión |      |      |      |      |      |      |
| Alexia Rivas         | Periodista y colaboradora de televisión |      |      |      |      |      |      |
| Iván García          | Periodista                              |      |      |      |      |      |      |
| Lara Ferreiro        | Psicóloga                               |      |      |      |      |      |      |
| Gema Fernández       | Periodista                              |      |      |      |      |      |      |

### Anteriores

#### Actualidad
|                 | Información                               |      |      |      |      |      |      |
| Año             |                                           | 2018 | 2019 | 2020 | 2021 | 2022 | 2023 |
| --------------- | ----------------------------------------- | ---- | ---- | ---- | ---- | ---- | ---- |
| Alfonso Merlos  | Periodista y colaborador de televisión    |      |      |      |      |      |      |
| Ana Terradillos | Presentadora y colaboradora de televisión |      |      |      |      |      |      |
| Javier Negre    | Colaborador de televisión                 |      |      |      |      |      |      |
| Luis Quevedo    | Colaborador de televisión                 |      |      |      |      |      |      |
| María Verdoy    | Periodista y colaboradora de televisión   |      |      |      |      |      |      |
| Juan del Val    | Colaborador de televisión y escritor      |      |      |      |      |      |      |
| Javier Ruiz     | Periodista y colaborador de televisión    |      |      |      |      |      |      |

#### Fresh
|                      | Información                                      |      |      |      |      |      |      |
| Año                  |                                                  | 2018 | 2019 | 2020 | 2021 | 2022 | 2023 |
| -------------------- | ------------------------------------------------ | ---- | ---- | ---- | ---- | ---- | ---- |
| Alba Carrillo        | Modelo y presentadora de televisión              |      |      |      |      |      |      |
| Miguel Frigenti      | Periodista y colaborador de televisión           |      |      |      |      |      |      |
| Carolina Sobe        | Colaboradora de televisión                       |      |      |      |      |      |      |
| Luis Rollán          | Colaborador de televisión                        |      |      |      |      |      |      |
| Suso Álvarez         | Concursante de realities                         |      |      |      |      |      |      |
| Rosa Benito          | Colaboradora de televisión                       |      |      |      |      |      |      |
| Asraf Beno           | Modelo y concursante de realities                |      |      |      |      |      |      |
| Liz Emiliano         | Colaboradora de televisión                       |      |      |      |      |      |      |
| Sofía Suescun        | Colaboradora de televisión e influencer          |      |      |      |      |      |      |
| Jorge Pérez          | Guardia civil y colaborador de televisión        |      |      |      |      |      |      |
| Belén Rodríguez      | Colaboradora de televisión y periodista          |      |      |      |      |      |      |
| Mónica Hoyos         | Presentadora de TV                               |      |      |      |      |      |      |
| Gloria Camila Ortega | Actriz e hija de José Ortega Cano y Rocío Jurado |      |      |      |      |      |      |
| Lorena Vázquez       | Periodista                                       |      |      |      |      |      |      |
| Sonia Ferrer         | Presentadora y modelo                            |      |      |      |      |      |      |
| Irene Junquera       | Periodista deportiva                             |      |      |      |      |      |      |

### Dirección
- (2022-2023) Irene Azcutia Tenorio
- (2019-2022) Patricia Lennon-Hunt
- (2018-2019) Miriam de las Heras

### Coordinación
Fresh
- (2018-2023) Miguel Ángel Nicolás

Actualidad
- (2019-2023) Edorta Jorge
- (2021-2023) Ana Domingo
- (2018-2020) Nieves Redondo

Escaleta
- (2019-2023) Eva Espejo

### Reporteros
- (2018-2023) Inma Rivas
- (2018-2023) Estefanía Ruiz
- (2018-2022) Marc Calderó
- (2018-2021) José Araque

### Redactores sobre actualidad
- (2018-2023) Juan Luis Tena
- (2018-2023) Lucía Núñez
- (2018-2023) Reyes Tatay
- (2018-2023) Elena Martín
- (2018-2023) Paco Ballesta
- (2018-2023) Mar Saiz

### Redactores delFresh
- (2018-2023) Manuel del Valle
- (2018-2023) Iván García
- (2018-2023) Begoña Vigo
- (2019-2023) Lucía Lordén
- (2019-2023) Virginia Cáseda

### Edición
- (2018-2023) Esteban Muñoz
- (2018-2023) Ester Zarcero
- (2019-2023) Alfonso García Moraleja
- (2018-2019) David Acuña

### Documentación
- (2018-2023) Cristina Quintana
- (2018-2023) Alba Pérez
- (2019-2021) César Malagón

### Grafismo
- (2020-2021) Alberto Valencia

### Producción
- (2018-2021) Iñaki Zalla
- (2018-2021) Alba Maldonado
- (2018-2021) Carlos Felguera
- (2019-2021) Estefanía Palomares

## Audiencias
- El récord en cuota de pantalla lo tiene el (11/06/2021) con un 19,1%. El récord de espectadores el (17/03/2020) con 2 163 000.
- El mínimo en cuota de pantalla lo tiene el (25/06/2018) con un 6,2%. El mínimo de espectadores el (24/07/2018) con 560 000.

| Temporada | Temporada | Programas | Estreno                 | Final                   | Audiencia media | Audiencia media | Audiencia media |
| Temporada | Temporada | Programas | Estreno                 | Final                   | Espectadores    | Cuota           |                 |
| --------- | --------- | --------- | ----------------------- | ----------------------- | --------------- | --------------- | --------------- |
|           | 1         | 54        | 15 de junio de 2018     | 31 de agosto de 2018    | 675 000         | 8,9%            |                 |
|           | 2         | 251       | 3 de septiembre de 2018 | 30 de agosto de 2019    | 1 035 000       | 11,9%           |                 |
|           | 3         | 250       | 2 de septiembre de 2019 | 28 de agosto de 2020    | 1 299 000       | 13,8%           |                 |
|           | 4         | 253       | 31 de agosto de 2020    | 28 de agosto de 2021    | 1 242 000       | 14,4%           |                 |
|           | 5         | 248       | 30 de agosto de 2021    | 31 de agosto de 2022    | 1 187 000       | 15,3%           |                 |
|           | 6         | 257       | 1 de septiembre de 2022 | 8 de septiembre de 2023 | 935 000         | 13,0%           |                 |
| Media     | Media     | 1.323     | 15 de junio de 2018     | 8 de septiembre de 2023 | 1 062 000       | 12,9%           |                 |

### Temporada 1 (2018)
| 1  | 15 de junio de 2018  | 707 000 (8,0%)  |
| 2  | 18 de junio de 2018  | 684 000 (7,3%)  |
| 3  | 19 de junio de 2018  | 744 000 (7,8%)  |
| 4  | 20 de junio de 2018  | 630 000 (6,7%)  |
| 5  | 21 de junio de 2018  | 679 000 (7,4%)  |
| 6  | 22 de junio de 2018  | 694 000 (7,5%)  |
| 7  | 25 de junio de 2018  | 595 000 (6,2%)  |
| 8  | 26 de junio de 2018  | 712 000 (7,7%)  |
| 9  | 27 de junio de 2018  | 740 000 (8,2%)  |
| 10 | 28 de junio de 2018  | 761 000 (8,3%)  |
| 11 | 29 de junio de 2018  | 715 000 (8,1%)  |
| 12 | 2 de julio de 2018   | 735 000 (8,2%)  |
| 13 | 3 de julio de 2018   | 669 000 (7,4%)  |
| 14 | 4 de julio de 2018   | 757 000 (8,6%)  |
| 15 | 5 de julio de 2018   | 727 000 (8,2%)  |
| 16 | 6 de julio de 2018   | 683 000 (8,2%)  |
| 17 | 9 de julio de 2018   | 796 000 (10,8%) |
| 18 | 10 de julio de 2018  | 647 000 (9,0%)  |
| 19 | 11 de julio de 2018  | 684 000 (9,6%)  |
| 20 | 12 de julio de 2008  | 691 000 (9,8%)  |
| 21 | 13 de julio de 2018  | 612 000 (8,9%)  |
| 22 | 16 de julio de 2018  | 704 000 (9,8%)  |
| 23 | 17 de julio de 2018  | 662 000 (9,2%)  |
| 24 | 18 de julio de 2018  | 731 000 (10,4%) |
| 25 | 19 de julio de 2018  | 618 000 (8,6%)  |
| 26 | 23 de julio de 2018  | 585 000 (8,7%)  |
| 27 | 24 de julio de 2018  | 560 000 (7,9%)  |
| 28 | 25 de julio de 2018  | 620 000 (9,0%)  |
| 29 | 26 de julio de 2018  | 645 000 (9,2%)  |
| 30 | 27 de julio de 2018  | 629 000 (9,3%)  |
| 31 | 30 de julio de 2018  | 617 000 (8,7%)  |
| 32 | 31 de julio de 2018  | 629 000 (8,9%)  |
| 33 | 1 de agosto de 2018  | 612 000 (8,5%)  |
| 34 | 2 de agosto de 2018  | 597 000 (8,5%)  |
| 35 | 3 de agosto de 2018  | 658 000 (9,5%)  |
| 36 | 6 de agosto de 2018  | 657 000 (9,0%)  |
| 37 | 7 de agosto de 2018  | 674 000 (9,5%)  |
| 38 | 8 de agosto de 2018  | 679 000 (9,9%)  |
| 39 | 9 de agosto de 2018  | 604 000 (8,9%)  |
| 40 | 10 de agosto de 2018 | 616 000 (9,6%)  |
| 41 | 13 de agosto de 2018 | 662 000 (9,7%)  |
| 42 | 14 de agosto de 2018 | 606 000 (9,0%)  |
| 43 | 16 de agosto de 2018 | 661 000 (9,9%)  |
| 44 | 17 de agosto de 2018 | 586 000 (8,8%)  |
| 45 | 20 de agosto de 2018 | 714 000 (10,3%) |
| 46 | 21 de agosto de 2018 | 730 000 (10,6%) |
| 47 | 22 de agosto de 2018 | 698 000 (10,0%) |
| 48 | 23 de agosto de 2018 | 788 000 (11,5%) |
| 49 | 24 de agosto de 2018 | 681 000 (9,7%)  |
| 50 | 27 de agosto de 2018 | 677 000 (9,3%)  |
| 51 | 28 de agosto de 2018 | 717 000 (10,3%) |
| 52 | 29 de agosto de 2018 | 678 000 (9,5%)  |
| 53 | 30 de agosto de 2018 | 707 000 (9,5%)  |
| 54 | 31 de agosto de 2018 | 729 000 (10,1%) |

### Temporada 2 (2018/2019)
| 55  | 3 de septiembre de 2018  | 664 000 (9,1%)    |
| 56  | 4 de septiembre de 2018  | 674 000 (9,1%)    |
| 57  | 5 de septiembre de 2018  | 717 000 (9,4%)    |
| 58  | 6 de septiembre de 2018  | 734 000 (9,9%)    |
| 59  | 7 de septiembre de 2018  | 659 000 (9,8%)    |
| 60  | 10 de septiembre de 2018 | 724 000 (8,3%)    |
| 61  | 11 de septiembre de 2018 | 850 000 (9,7%)    |
| 62  | 12 de septiembre de 2018 | 784 000 (8,7%)    |
| 63  | 13 de septiembre de 2018 | 734 000 (8,5%)    |
| 64  | 14 de septiembre de 2018 | 955 000 (11,1%)   |
| 65  | 17 de septiembre de 2018 | 881 000 (9,8%)    |
| 66  | 18 de septiembre de 2018 | 896 000 (10,0%)   |
| 67  | 19 de septiembre de 2018 | 910 000 (10,1%)   |
| 68  | 20 de septiembre de 2018 | 829 000 (9,5%)    |
| 69  | 21 de septiembre de 2018 | 926 000 (10,9%)   |
| 70  | 24 de septiembre de 2018 | 966 000 (10,8%)   |
| 71  | 25 de septiembre de 2018 | 840 000 (9,5%)    |
| 72  | 26 de septiembre de 2018 | 919 000 (10,5%)   |
| 73  | 27 de septiembre de 2018 | 858 000 (10,3%)   |
| 74  | 28 de septiembre de 2018 | 979 000 (12,2%)   |
| 75  | 1 de octubre de 2018     | 976 000 (11,1%)   |
| 76  | 2 de octubre de 2018     | 898 000 (10,5%)   |
| 77  | 3 de octubre de 2018     | 1 055 000 (12,4%) |
| 78  | 4 de octubre de 2018     | 1 059 000 (12,2%) |
| 79  | 5 de octubre de 2018     | 967 000 (11,7%)   |
| 80  | 8 de octubre de 2018     | 964 000 (11,2%)   |
| 81  | 9 de octubre de 2018     | 982 000 (11,2%)   |
| 82  | 10 de octubre de 2018    | 1 041 000 (11,8%) |
| 83  | 11 de octubre de 2018    | 988 000 (11,5%)   |
| 84  | 15 de octubre de 2018    | 1 042 000 (11,7%) |
| 85  | 16 de octubre de 2018    | 972 000 (11,1%)   |
| 86  | 17 de octubre de 2018    | 972 000 (11,2%)   |
| 87  | 18 de octubre de 2018    | 1 065 000 (11,3%) |
| 88  | 19 de octubre de 2018    | 954 000 (11,1%)   |
| 89  | 22 de octubre de 2018    | 929 000 (10,8%)   |
| 90  | 23 de octubre de 2018    | 949 000 (11,2%)   |
| 91  | 24 de octubre de 2018    | 991 000 (11,8%)   |
| 92  | 25 de octubre de 2018    | 954 000 (11,4%)   |
| 93  | 26 de octubre de 2018    | 963 000 (11,4%)   |
| 94  | 29 de octubre de 2018    | 1 014 000 (10,8%) |
| 95  | 30 de octubre de 2018    | 1 086 000 (11,3%) |
| 96  | 31 de octubre de 2018    | 913 000 (10,6%)   |
| 97  | 2 de noviembre de 2018   | 991 000 (10,8%)   |
| 98  | 5 de noviembre de 2018   | 1 000 000 (10,7%) |
| 99  | 6 de noviembre de 2018   | 1 029 000 (11,3%) |
| 100 | 7 de noviembre de 2018   | 970 000 (10,8%)   |
| 101 | 8 de noviembre de 2018   | 1 026 000 (11,2%) |
| 102 | 9 de noviembre de 2018   | 917 000 (10,5%)   |
| 103 | 12 de noviembre de 2018  | 982 000 (11,0%)   |
| 104 | 13 de noviembre de 2018  | 984 000 (11,5%)   |
| 105 | 14 de noviembre de 2018  | 1 024 000 (11,8%) |
| 106 | 15 de noviembre de 2018  | 975 000 (11,5%)   |
| 107 | 16 de noviembre de 2018  | 1 119 000 (12,9%) |
| 108 | 19 de noviembre de 2018  | 1 039 000 (11,2%) |
| 109 | 20 de noviembre de 2018  | 1 055 000 (11,3%) |
| 110 | 21 de noviembre de 2018  | 1 002 000 (11,2%) |
| 111 | 22 de noviembre de 2018  | 1 047 000 (11,7%) |
| 112 | 23 de noviembre de 2018  | 1 044 000 (12,5%) |
| 113 | 26 de noviembre de 2018  | 1 043 000 (11,6%) |
| 114 | 27 de noviembre de 2018  | 991 000 (11,5%)   |
| 115 | 28 de noviembre de 2018  | 1 074 000 (12,7%) |
| 116 | 29 de noviembre de 2018  | 1 037 000 (12,7%) |
| 117 | 30 de noviembre de 2018  | 979 000 (12,1%)   |
| 118 | 3 de diciembre de 2018   | 1 033 000 (11,6%) |
| 119 | 4 de diciembre de 2018   | 960 000 (11,6%)   |
| 120 | 5 de diciembre de 2018   | 882 000 (10,7%)   |
| 121 | 7 de diciembre de 2018   | 1 002 000 (12,0%) |
| 122 | 10 de diciembre de 2018  | 1 035 000 (12,3%) |
| 123 | 11 de diciembre de 2018  | 962 000 (11,5%)   |
| 124 | 12 de diciembre de 2018  | 925 000 (11,1%)   |
| 125 | 13 de diciembre de 2018  | 1 011 000 (11,1%) |
| 126 | 14 de diciembre de 2018  | 1 004 000 (12,4%) |
| 127 | 17 de diciembre de 2018  | 1 169 000 (14,2%) |
| 128 | 18 de diciembre de 2018  | 1 197 000 (13,8%) |
| 129 | 19 de diciembre de 2018  | 1 245 000 (14,5%) |
| 130 | 20 de diciembre de 2018  | 1 189 000 (14,3%) |
| 131 | 21 de diciembre de 2018  | 1 062 000 (12,9%) |
| 132 | 24 de diciembre de 2018  | 777 000 (9,4%)    |
| 133 | 26 de diciembre de 2018  | 1 016 000 (12,1%) |
| 134 | 27 de diciembre de 2018  | 1 001 000 (10,8%) |
| 135 | 28 de diciembre de 2018  | 969 000 (11,0%)   |
| 136 | 31 de diciembre de 2018  | 887 000 (10,9%)   |
| 137 | 2 de enero de 2019       | 1 013 000 (11,1%) |
| 138 | 3 de enero de 2019       | 886 000 (9,9%)    |
| 139 | 4 de enero de 2019       | 837 000 (9,9%)    |
| 140 | 7 de enero de 2019       | 1 080 000 (11,4%) |
| 141 | 8 de enero de 2019       | 980 000 (11,2%)   |
| 142 | 9 de enero de 2019       | 1 006 000 (11,7%) |
| 143 | 10 de enero de 2019      | 1 020 000 (11,9%) |
| 144 | 11 de enero de 2019      | 995 000 (11,9%)   |
| 145 | 14 de enero de 2019      | 1 108 000 (12,9%) |
| 146 | 15 de enero de 2019      | 1 084 000 (13,0%) |
| 147 | 16 de enero de 2019      | 1 389 000 (15,7%) |
| 148 | 17 de enero de 2019      | 1 326 000 (14,5%) |
| 149 | 18 de enero de 2019      | 1 188 000 (13,1%) |
| 150 | 21 de enero de 2019      | 1 364 000 (14,6%) |
| 151 | 22 de enero de 2019      | 1 504 000 (15,3%) |
| 152 | 23 de enero de 2019      | 1 490 000 (14,9%) |
| 153 | 24 de enero de 2019      | 1 573 000 (16,0%) |
| 154 | 25 de enero de 2019      | 1 671 000 (18,3%) |
| 155 | 28 de enero de 2019      | 1 219 000 (13,2%) |
| 156 | 29 de enero de 2019      | 1 266 000 (12,8%) |
| 157 | 30 de enero de 2019      | 1 147 000 (12,4%) |
| 158 | 31 de enero de 2019      | 1 206 000 (12,5%) |
| 159 | 1 de febrero de 2019     | 1 090 000 (11,8%) |
| 160 | 4 de febrero de 2019     | 1 111 000 (12,2%) |
| 161 | 5 de febrero de 2019     | 1 170 000 (12,9%) |
| 162 | 6 de febrero de 2019     | 1 039 000 (12,0%) |
| 163 | 7 de febrero de 2019     | 1 102 000 (12,4%) |
| 164 | 8 de febrero de 2019     | 1 089 000 (12,5%) |
| 165 | 11 de febrero de 2019    | 1 035 000 (11,1%) |
| 166 | 12 de febrero de 2019    | 1 043 000 (11,7%) |
| 167 | 13 de febrero de 2019    | 1 018 000 (11,5%) |
| 168 | 14 de febrero de 2019    | 1 083 000 (12,2%) |
| 169 | 15 de febrero de 2019    | 1 045 000 (12,0%) |
| 170 | 18 de febrero de 2019    | 1 098 000 (11,8%) |
| 171 | 19 de febrero de 2019    | 1 138 000 (12,3%) |
| 172 | 20 de febrero de 2019    | 1 099 000 (12,8%) |
| 173 | 21 de febrero de 2019    | 1 011 000 (11,4%) |
| 174 | 22 de febrero de 2019    | 1 003 000 (12,3%) |
| 175 | 25 de febrero de 2019    | 1 064 000 (12,0%) |
| 176 | 26 de febrero de 2019    | 1 060 000 (12,0%) |
| 177 | 27 de febrero de 2019    | 1 031 000 (11,5%) |
| 178 | 28 de febrero de 2019    | 883 000 (10,4%)   |
| 179 | 1 de marzo de 2019       | 953 000 (11,0%)   |
| 180 | 4 de marzo de 2019       | 1 118 000 (11,6%) |
| 181 | 5 de marzo de 2019       | 1 106 000 (11,8%) |
| 182 | 6 de marzo de 2019       | 1 112 000 (11,2%) |
| 183 | 7 de marzo de 2019       | 922 000 (10,3%)   |
| 184 | 8 de marzo de 2019       | 966 000 (11,1%)   |
| 185 | 11 de marzo de 2019      | 1 056 000 (11,7%) |
| 186 | 12 de marzo de 2019      | 1 063 000 (12,3%) |
| 187 | 13 de marzo de 2019      | 1 074 000 (12,0%) |
| 188 | 14 de marzo de 2019      | 1 077 000 (12,0%) |
| 189 | 15 de marzo de 2019      | 1 022 000 (12,3%) |
| 190 | 18 de marzo de 2019      | 1 087 000 (12,1%) |
| 191 | 19 de marzo de 2019      | 1 014 000 (11,4%) |
| 192 | 20 de marzo de 2019      | 1 122 000 (12,7%) |
| 193 | 21 de marzo de 2019      | 1 045 000 (11,9%) |
| 194 | 22 de marzo de 2019      | 1 002 000 (12,0%) |
| 195 | 25 de marzo de 2019      | 1 011 000 (11,4%) |
| 196 | 26 de marzo de 2019      | 1 085 000 (12,2%) |
| 197 | 27 de marzo de 2019      | 1 002 000 (11,3%) |
| 198 | 28 de marzo de 2019      | 1 030 000 (11,7%) |
| 199 | 29 de marzo de 2019      | 1 102 000 (13,2%) |
| 200 | 1 de abril de 2019       | 1 188 000 (13,2%) |
| 201 | 2 de abril de 2019       | 1 100 000 (12,7%) |
| 202 | 3 de abril de 2019       | 1 058 000 (11,8%) |
| 203 | 4 de abril de 2019       | 981 000 (11,9%)   |
| 204 | 5 de abril de 2019       | 1 061 000 (12,3%) |
| 205 | 8 de abril de 2019       | 1 197 000 (13,2%) |
| 206 | 9 de abril de 2019       | 1 115 000 (12,1%) |
| 207 | 10 de abril de 2019      | 1 088 000 (12,3%) |
| 208 | 11 de abril de 2019      | 1 029 000 (12,3%) |
| 209 | 12 de abril de 2019      | 1 075 000 (13,2%) |
| 210 | 15 de abril de 2019      | 1 102 000 (12,4%) |
| 211 | 16 de abril de 2019      | 1 149 000 (12,8%) |
| 212 | 17 de abril de 2019      | 1 001 000 (11,4%) |
| 213 | 18 de abril de 2019      | 1 059 000 (11,1%) |
| 214 | 22 de abril de 2019      | 1 131 000 (12,2%) |
| 215 | 23 de abril de 2019      | 1 104 000 (11,7%) |
| 216 | 24 de abril de 2019      | 1 109 000 (11,8%) |
| 217 | 25 de abril de 2019      | 1 144 000 (12,5%) |
| 218 | 26 de abril de 2019      | 1 053 000 (13,0%) |
| 219 | 29 de abril de 2019      | 1 164 000 (12,9%) |
| 220 | 30 de abril de 2019      | 1 183 000 (13,8%) |
| 221 | 2 de mayo de 2019        | 1 093 000 (12,5%) |
| 222 | 3 de mayo de 2019        | 1 132 000 (13,4%) |
| 223 | 6 de mayo de 2019        | 1 162 000 (13,2%) |
| 224 | 7 de mayo de 2019        | 1 095 000 (12,6%) |
| 225 | 8 de mayo de 2019        | 1 154 000 (13,2%) |
| 226 | 9 de mayo de 2019        | 1 253 000 (14,3%) |
| 227 | 10 de mayo de 2019       | 1 163 000 (13,3%) |
| 228 | 13 de mayo de 2019       | 1 124 000 (13,0%) |
| 229 | 14 de mayo de 2019       | 1 093 000 (12,6%) |
| 230 | 15 de mayo de 2019       | 1 113 000 (12,8%) |
| 231 | 16 de mayo de 2019       | 1 202 000 (13,3%) |
| 232 | 17 de mayo de 2019       | 1 134 000 (13,4%) |
| 233 | 20 de mayo de 2019       | 1 146 000 (12,8%) |
| 234 | 21 de mayo de 2019       | 1 090 000 (11,9%) |
| 235 | 22 de mayo de 2019       | 1 124 000 (12,8%) |
| 236 | 23 de mayo de 2019       | 1 135 000 (13,0%) |
| 237 | 24 de mayo de 2019       | 1 166 000 (13,2%) |
| 238 | 27 de mayo de 2019       | 1 092 000 (11,8%) |
| 239 | 28 de mayo de 2019       | 1 160 000 (13,0%) |
| 240 | 29 de mayo de 2019       | 1 120 000 (12,2%) |
| 241 | 30 de mayo de 2019       | 1 048 000 (12,0%) |
| 242 | 31 de mayo de 2019       | 1 128 000 (13,2%) |
| 243 | 3 de junio de 2019       | 1 126 000 (12,2%) |
| 244 | 4 de junio de 2019       | 1 095 000 (12,2%) |
| 245 | 5 de junio de 2019       | 1 122 000 (12,7%) |
| 246 | 6 de junio de 2019       | 1 039 000 (11,8%) |
| 247 | 7 de junio de 2019       | 1 032 000 (12,0%) |
| 248 | 10 de junio de 2019      | 1 132 000 (12,4%) |
| 249 | 11 de junio de 2019      | 1 140 000 (12,3%) |
| 250 | 12 de junio de 2019      | 1 078 000 (12,4%) |
| 251 | 13 de junio de 2019      | 1 078 000 (12,3%) |
| 252 | 14 de junio de 2019      | 1 243 000 (14,5%) |
| 253 | 17 de junio de 2019      | 1 225 000 (13,2%) |
| 254 | 18 de junio de 2019      | 1 073 000 (11,9%) |
| 255 | 19 de junio de 2019      | 1 063 000 (12,1%) |
| 256 | 20 de junio de 2019      | 1 126 000 (12,8%) |
| 257 | 21 de junio de 2019      | 1 120 000 (13,1%) |
| 258 | 24 de junio de 2019      | 1 162 000 (12,9%) |
| 259 | 25 de junio de 2019      | 1 048 000 (11,7%) |
| 260 | 26 de junio de 2019      | 1 027 000 (11,7%) |
| 261 | 27 de junio de 2019      | 1 098 000 (12,5%) |
| 262 | 28 de junio de 2019      | 1 098 000 (12,6%) |
| 263 | 1 de julio de 2019       | 1 079 000 (12,2%) |
| 264 | 2 de julio de 2019       | 1 047 000 (12,2%) |
| 265 | 3 de julio de 2019       | 1 012 000 (11,7%) |
| 266 | 4 de julio de 2019       | 1 015 000 (11,7%) |
| 267 | 5 de julio de 2019       | 1 102 000 (13,2%) |
| 268 | 8 de julio de 2019       | 1 083 000 (12,5%) |
| 269 | 9 de julio de 2019       | 1 095 000 (12,9%) |
| 270 | 10 de julio de 2019      | 1 099 000 (12,7%) |
| 271 | 11 de julio de 2019      | 1 041 000 (12,3%) |
| 272 | 12 de julio de 2019      | 1 045 000 (12,9%) |
| 273 | 15 de julio de 2019      | 1 104 000 (12,9%) |
| 274 | 16 de julio de 2019      | 1 046 000 (12,6%) |
| 275 | 17 de julio de 2019      | 1 012 000 (12,0%) |
| 276 | 18 de julio de 2019      | 1 075 000 (12,8%) |
| 277 | 19 de julio de 2019      | 1 134 000 (13,8%) |
| 278 | 22 de julio de 2019      | 884 000 (10,3%)   |
| 279 | 23 de julio de 2019      | 714 000 (8,2%)    |
| 280 | 24 de julio de 2019      | 867 000 (10,4%)   |
| 281 | 25 de julio de 2019      | 672 000 (7,7%)    |
| 282 | 26 de julio de 2019      | 837 000 (10,6%)   |
| 283 | 29 de julio de 2019      | 942 000 (11,4%)   |
| 284 | 30 de julio de 2019      | 886 000 (10,7%)   |
| 285 | 1 de agosto de 2019      | 947 000 (11,7%)   |
| 286 | 2 de agosto de 2019      | 916 000 (10,6%)   |
| 287 | 5 de agosto de 2019      | 896 000 (10,8%)   |
| 288 | 6 de agosto de 2019      | 899 000 (11,4%)   |
| 289 | 7 de agosto de 2019      | 1 045 000 (12,9%) |
| 290 | 8 de agosto de 2019      | 1 055 000 (13,0%) |
| 291 | 9 de agosto de 2019      | 914 000 (10,8%)   |
| 292 | 12 de agosto de 2019     | 932 000 (11,8%)   |
| 293 | 13 de agosto de 2019     | 832 000 (10,9%)   |
| 294 | 14 de agosto de 2019     | 842 000 (11,1%)   |
| 295 | 16 de marzo de 2020      | 839 000 (11,1%)   |
| 296 | 19 de agosto de 2019     | 886 000 (10,9%)   |
| 297 | 20 de agosto de 2019     | 925 000 (11,7%)   |
| 298 | 21 de agosto de 2019     | 899 000 (11,4%)   |
| 299 | 22 de agosto de 2019     | 885 000 (10,9%)   |
| 300 | 23 de agosto de 2019     | 906 000 (11,8%)   |
| 301 | 24 de agosto de 2019     | 873 000 (10,7%)   |
| 302 | 27 de agosto de 2019     | 1 055 000 (12,6%) |
| 303 | 28 de agosto de 2019     | 1 012 000 (12,2%) |
| 304 | 29 de agosto de 2019     | 891 000 (11,2%)   |
| 305 | 30 de agosto de 2019     | 925 000 (11,5%)   |

### Temporada 3 (2019/2020)
| 306 | 2 de septiembre de 2019  | 1 121 000 (12,8%) |
| 307 | 3 de septiembre de 2019  | 1 085 000 (12,7%) |
| 308 | 4 de septiembre de 2019  | 1 396 000 (16,2%) |
| 309 | 5 de septiembre de 2019  | 1 259 000 (14,7%) |
| 310 | 6 de septiembre de 2019  | 1 131 000 (13,5%) |
| 311 | 9 de septiembre de 2019  | 1 221 000 (13,6%) |
| 312 | 10 de septiembre de 2019 | 1 214 000 (13,7%) |
| 313 | 11 de septiembre de 2019 | 1 159 000 (13,0%) |
| 314 | 12 de septiembre de 2019 | 1 318 000 (14,6%) |
| 315 | 13 de septiembre de 2019 | 1 323 000 (14,3%) |
| 316 | 16 de septiembre de 2019 | 1 211 000 (14,3%) |
| 317 | 17 de septiembre de 2019 | 1 255 000 (14,9%) |
| 318 | 18 de septiembre de 2019 | 1 039 000 (12,7%) |
| 319 | 19 de septiembre de 2019 | 1 122 000 (13,9%) |
| 320 | 20 de septiembre de 2019 | 1 135 000 (14,1%) |
| 321 | 23 de septiembre de 2019 | 1 302 000 (15,0%) |
| 322 | 24 de septiembre de 2019 | 1 200 000 (14,0%) |
| 323 | 25 de septiembre de 2019 | 1 094 000 (12,9%) |
| 324 | 26 de septiembre de 2019 | 1 159 000 (13,9%) |
| 325 | 27 de septiembre de 2019 | 1 155 000 (14,0%) |
| 326 | 30 de septiembre de 2019 | 1 406 000 (16,1%) |
| 327 | 1 de octubre de 2019     | 1 272 000 (14,7%) |
| 328 | 2 de octubre de 2019     | 1 171 000 (13,8%) |
| 329 | 3 de octubre de 2019     | 1 163 000 (14,0%) |
| 330 | 4 de octubre de 2019     | 1 263 000 (16,1%) |
| 331 | 7 de octubre de 2019     | 1 267 000 (15,1%) |
| 332 | 8 de octubre de 2019     | 1 222 000 (14,8%) |
| 333 | 9 de octubre de 2019     | 1 204 000 (14,5%) |
| 334 | 10 de octubre de 2019    | 1 250 000 (14,9%) |
| 335 | 11 de octubre de 2019    | 1 189 000 (15,1%) |
| 336 | 14 de octubre de 2019    | 1 163 000 (12,5%) |
| 337 | 15 de octubre de 2019    | 1 207 000 (14,0%) |
| 338 | 16 de octubre de 2019    | 1 129 000 (13,4%) |
| 339 | 17 de octubre de 2019    | 1 123 000 (13,4%) |
| 340 | 18 de octubre de 2019    | 1 122 000 (13,0%) |
| 341 | 21 de octubre de 2019    | 1 104 000 (12,8%) |
| 342 | 22 de octubre de 2019    | 1 212 000 (13,3%) |
| 343 | 23 de octubre de 2019    | 1 177 000 (13,6%) |
| 344 | 24 de octubre de 2019    | 1 185 000 (12,4%) |
| 345 | 25 de octubre de 2019    | 1 134 000 (14,3%) |
| 346 | 28 de octubre de 2019    | 1 221 000 (13,7%) |
| 347 | 29 de octubre de 2019    | 1 233 000 (14,2%) |
| 348 | 30 de octubre de 2019    | 1 095 000 (13,0%) |
| 349 | 31 de octubre de 2019    | 1 081 000 (13,1%) |
| 350 | 4 de noviembre de 2019   | 1 239 000 (13,7%) |
| 351 | 5 de noviembre de 2019   | 1 312 000 (14,4%) |
| 352 | 6 de noviembre de 2019   | 1 213 000 (14,4%) |
| 353 | 7 de noviembre de 2019   | 1 232 000 (14,2%) |
| 354 | 8 de noviembre de 2019   | 1 257 000 (14,7%) |
| 355 | 11 de noviembre de 2019  | 1 320 000 (13,7%) |
| 356 | 12 de noviembre de 2019  | 1 252 000 (13,9%) |
| 357 | 13 de noviembre de 2019  | 1 244 000 (13,5%) |
| 358 | 14 de noviembre de 2019  | 1 282 000 (13,7%) |
| 359 | 15 de noviembre de 2019  | 1 215 000 (13,9%) |
| 360 | 18 de noviembre de 2019  | 1 251 000 (14,1%) |
| 361 | 19 de noviembre de 2019  | 1 271 000 (14,1%) |
| 362 | 20 de noviembre de 2019  | 1 295 000 (14,3%) |
| 363 | 21 de noviembre de 2019  | 1 301 000 (14,6%) |
| 364 | 22 de noviembre de 2019  | 1 206 000 (13,3%) |
| 365 | 25 de noviembre de 2019  | 1 173 000 (13,6%) |
| 366 | 26 de noviembre de 2019  | 1 333 000 (15,4%) |
| 367 | 27 de noviembre de 2019  | 1 167 000 (14,0%) |
| 368 | 28 de noviembre de 2019  | 1 235 000 (14,7%) |
| 369 | 29 de noviembre de 2019  | 1 186 000 (15,5%) |
| 370 | 2 de diciembre de 2019   | 1 238 000 (14,4%) |
| 371 | 3 de diciembre de 2019   | 1 270 000 (14,7%) |
| 372 | 4 de diciembre de 2019   | 1 210 000 (14,0%) |
| 373 | 5 de diciembre de 2019   | 1 116 000 (13,9%) |
| 374 | 9 de diciembre de 2019   | 1 213 000 (13,5%) |
| 375 | 10 de diciembre de 2019  | 1 169 000 (14,5%) |
| 376 | 11 de diciembre de 2019  | 1 216 000 (14,6%) |
| 377 | 12 de diciembre de 2019  | 1 291 000 (14,9%) |
| 378 | 13 de diciembre de 2019  | 1 267 000 (15,7%) |
| 379 | 16 de diciembre de 2019  | 1 133 000 (13,6%) |
| 380 | 17 de diciembre de 2019  | 1 263 000 (15,3%) |
| 381 | 18 de diciembre de 2019  | 1 194 000 (14,5%) |
| 382 | 19 de diciembre de 2019  | 1 267 000 (14,8%) |
| 383 | 20 de diciembre de 2019  | 1 237 000 (14,5%) |
| 384 | 23 de diciembre de 2019  | 1 002 000 (12,4%) |
| 385 | 24 de diciembre de 2019  | 979 000 (12,4%)   |
| 386 | 26 de diciembre de 2019  | 1 102 000 (13,4%) |
| 387 | 27 de diciembre de 2019  | 1 135 000 (13,9%) |
| 388 | 30 de diciembre de 2019  | 1 160 000 (14,1%) |
| 389 | 31 de diciembre de 2019  | 1 093 000 (13,8%) |
| 390 | 3 de enero de 2020       | 1 068 000 (12,6%) |
| 391 | 8 de enero de 2020       | 1 144 000 (13,3%) |
| 392 | 9 de enero de 2020       | 1 065 000 (13,0%) |
| 393 | 10 de enero de 2020      | 1 057 000 (12,4%) |
| 394 | 13 de enero de 2020      | 1 083 000 (12,6%) |
| 395 | 14 de enero de 2020      | 1 068 000 (12,7%) |
| 396 | 15 de enero de 2020      | 978 000 (11,7%)   |
| 397 | 16 de enero de 2020      | 1 093 000 (12,9%) |
| 398 | 17 de enero de 2020      | 1 088 000 (13,4%) |
| 399 | 20 de enero de 2020      | 1 274 000 (13,2%) |
| 400 | 21 de enero de 2020      | 1 276 000 (13,0%) |
| 401 | 22 de enero de 2020      | 1 243 000 (13,3%) |
| 402 | 23 de enero de 2020      | 1 159 000 (13,3%) |
| 403 | 24 de enero de 2020      | 1 082 000 (12,8%) |
| 404 | 27 de enero de 2020      | 1 182 000 (13,2%) |
| 405 | 28 de enero de 2020      | 1 214 000 (13,8%) |
| 406 | 29 de enero de 2020      | 1 131 000 (12,8%) |
| 407 | 30 de enero de 2020      | 1 161 000 (13,0%) |
| 408 | 31 de enero de 2020      | 1 028 000 (12,7%) |
| 409 | 3 de febrero de 2020     | 1 068 000 (12,6%) |
| 410 | 4 de febrero de 2020     | 1 052 000 (12,4%) |
| 411 | 5 de febrero de 2020     | 1 109 000 (13,2%) |
| 412 | 6 de febrero de 2020     | 1 132 000 (13,2%) |
| 413 | 7 de febrero de 2020     | 1 049 000 (12,8%) |
| 414 | 10 de febrero de 2020    | 1 180 000 (14,1%) |
| 415 | 11 de febrero de 2020    | 1 173 000 (13,8%) |
| 416 | 12 de febrero de 2020    | 1 160 000 (13,4%) |
| 417 | 13 de febrero de 2020    | 1 068 000 (12,7%) |
| 418 | 14 de febrero de 2020    | 1 047 000 (13,6%) |
| 419 | 17 de febrero de 2020    | 1 154 000 (13,5%) |
| 420 | 18 de febrero de 2020    | 1 131 000 (13,4%) |
| 421 | 19 de febrero de 2020    | 1 084 000 (13,2%) |
| 422 | 20 de febrero de 2020    | 1 171 000 (14,7%) |
| 423 | 21 de febrero de 2020    | 1 022 000 (13,3%) |
| 424 | 24 de febrero de 2020    | 1 188 000 (14,0%) |
| 425 | 25 de febrero de 2020    | 1 207 000 (13,5%) |
| 426 | 26 de febrero de 2020    | 1 089 000 (12,8%) |
| 427 | 27 de febrero de 2020    | 1 012 000 (12,5%) |
| 428 | 28 de febrero de 2020    | 1 127 000 (13,9%) |
| 429 | 2 de marzo de 2020       | 1 271 000 (14,0%) |
| 430 | 3 de marzo de 2020       | 1 206 000 (13,5%) |
| 431 | 4 de marzo de 2020       | 1 159 000 (13,4%) |
| 432 | 5 de marzo de 2020       | 1 238 000 (14,1%) |
| 433 | 6 de marzo de 2020       | 1 237 000 (14,8%) |
| 434 | 9 de marzo de 2020       | 1 148 000 (13,0%) |
| 435 | 10 de marzo de 2020      | 1 223 000 (13,8%) |
| 436 | 11 de marzo de 2020      | 1 212 000 (13,6%) |
| 437 | 12 de marzo de 2020      | 1 402 000 (14,8%) |
| 438 | 13 de marzo de 2020      | 1 566 000 (14,8%) |
| 439 | 16 de marzo de 2020      | 1 985 000 (14,2%) |
| 440 | 17 de marzo de 2020      | 2 163 000 (15,2%) |
| 441 | 18 de marzo de 2020      | 2 016 000 (15,0%) |
| 442 | 19 de marzo de 2020      | 1 888 000 (13,7%) |
| 443 | 20 de marzo de 2020      | 1 856 000 (13,6%) |
| 444 | 23 de marzo de 2020      | 1 958 000 (14,5%) |
| 445 | 24 de marzo de 2020      | 1 935 000 (14,6%) |
| 446 | 25 de marzo de 2020      | 1 764 000 (13,3%) |
| 447 | 26 de marzo de 2020      | 1 778 000 (13,5%) |
| 448 | 27 de marzo de 2020      | 1 797 000 (13,4%) |
| 449 | 30 de maro de 2020       | 1 789 000 (13,2%) |
| 450 | 31 de marzo de 2020      | 1 766 000 (12,9%) |
| 451 | 1 de abril de 2020       | 1 847 000 (13,8%) |
| 452 | 2 de abril de 2020       | 1 806 000 (13,8%) |
| 453 | 3 de abril de 2020       | 1 598 000 (12,9%) |
| 454 | 6 de abril de 2020       | 1 882 000 (14,3%) |
| 455 | 7 de abril de 2020       | 1 732 000 (13,4%) |
| 456 | 8 de abril de 2020       | 1 765 000 (14,0%) |
| 457 | 13 de abril de 2020      | 1 579 000 (12,5%) |
| 458 | 14 de abril de 2020      | 1 569 000 (12,8%) |
| 459 | 15 de abril de 2020      | 1 675 000 (13,2%) |
| 460 | 16 de abril de 2020      | 1 647 000 (13,5%) |
| 461 | 17 de abril de 2020      | 1 610 000 (13,1%) |
| 462 | 20 de abril de 2020      | 1 588 000 (13,2%) |
| 463 | 21 de abril de 2020      | 1 861 000 (14,8%) |
| 464 | 22 de abril de 2020      | 1 589 000 (13,2%) |
| 465 | 23 de abril de 2020      | 1 567 000 (13,4%) |
| 466 | 24 de abril de 2020      | 1 507 000 (13,1%) |
| 467 | 27 de abril de 2020      | 2 071 000 (16,9%) |
| 468 | 28 de abril de 2020      | 1 997 000 (16,5%) |
| 469 | 29 de abril de 2020      | 1 766 000 (15,2%) |
| 470 | 30 de abril de 2020      | 1 711 000 (14,5%) |
| 471 | 4 de mayo de 2020        | 1 776 000 (15,3%) |
| 472 | 5 de mayo de 2020        | 1 579 000 (14,3%) |
| 473 | 6 de mayo de 2020        | 1 644 000 (13,8%) |
| 474 | 7 de mayo de 2020        | 1 719 000 (15,0%) |
| 475 | 8 de mayo de 2020        | 1 630 000 (14,3%) |
| 476 | 11 de mayo de 2020       | 1 650 000 (14,6%) |
| 477 | 12 de mayo de 2020       | 1 694 000 (14,4%) |
| 478 | 13 de mayo de 2020       | 1 618 000 (14,2%) |
| 479 | 14 de mayo de 2020       | 1 846 000 (15,5%) |
| 480 | 15 de mayo de 2020       | 1 765 000 (15,4%) |
| 481 | 18 de mayo de 2020       | 1 607 000 (15,0%) |
| 482 | 19 de mayo de 2020       | 1 438 000 (13,3%) |
| 483 | 20 de mayo de 2020       | 1 626 000 (14,6%) |
| 484 | 21 de mayo de 2020       | 1 507 000 (13,8%) |
| 485 | 22 de marzo de 2020      | 1 528 000 (14,6%) |
| 486 | 25 de mayo de 2020       | 1 314 000 (12,8%) |
| 487 | 26 de mayo de 2020       | 1 446 000 (14,1%) |
| 488 | 27 de mayo de 2020       | 1 436 000 (13,6%) |
| 489 | 28 de mayo de 2020       | 1 509 000 (14,7%) |
| 490 | 29 de mayo de 2020       | 1 559 000 (15,5%) |
| 491 | 1 de junio de 2020       | 1 445 000 (14,0%) |
| 492 | 2 de junio de 2020       | 1 442 000 (14,2%) |
| 493 | 3 de junio de 2020       | 1 410 000 (13,9%) |
| 494 | 4 de junio de 2020       | 1 385 000 (13,2%) |
| 495 | 5 de junio de 2020       | 1 416 000 (14,6%) |
| 496 | 8 de junio de 2020       | 1 498 000 (14,6%) |
| 497 | 9 de junio de 2020       | 1 486 000 (14,8%) |
| 498 | 10 de junio de 2020      | 1 284 000 (13,9%) |
| 499 | 11 de junio de 2020      | 1 322 000 (13,5%) |
| 500 | 12 de junio de 2020      | 1 306 000 (14,1%) |
| 501 | 15 de junio de 2020      | 1 374 000 (14,3%) |
| 503 | 16 de junio de 2020      | 1 237 000 (12,8%) |
| 504 | 17 de junio de 2020      | 1 370 000 (14,5%) |
| 505 | 18 de junio de 2020      | 1 344 000 (14,2%) |
| 506 | 19 de junio de 2020      | 1 207 000 (13,7%) |
| 507 | 22 de junio de 2020      | 1 270 000 (13,6%) |
| 508 | 23 de junio de 2020      | 1 209 000 (13,1%) |
| 509 | 24 de junio de 2020      | 1 341 000 (14,7%) |
| 510 | 25 de junio de 2020      | 1 145 000 (12,8%) |
| 511 | 26 de junio de 2020      | 1 274 000 (14,9%) |
| 512 | 29 de junio de 2020      | 1 237 000 (13,7%) |
| 513 | 30 de junio de 2020      | 1 239 000 (13,8%) |
| 514 | 1 de julio de 2020       | 1 222 000 (14,1%) |
| 515 | 2 de julio de 2020       | 1 239 000 (14,2%) |
| 516 | 3 de julio de 2020       | 1 081 000 (13,2%) |
| 517 | 6 de julio de 2020       | 1 229 000 (13,9%) |
| 518 | 7 de julio de 2020       | 1 253 000 (14,2%) |
| 519 | 8 de julio de 2020       | 1 220 000 (14,5%) |
| 520 | 9 de julio de 2020       | 1 176 000 (14,1%) |
| 521 | 10 de julio de 2020      | 1 132 000 (13,5%) |
| 522 | 13 de julio de 2020      | 1 250 000 (14,1%) |
| 523 | 14 de julio de 2020      | 1 210 000 (14,1%) |
| 524 | 15 de julio de 2020      | 1 180 000 (14,1%) |
| 525 | 16 de julio de 2020      | 1 114 000 (13,2%) |
| 526 | 17 de julio de 2020      | 1 213 000 (14,2%) |
| 527 | 20 de julio de 2020      | 1 383 000 (15,3%) |
| 528 | 21 de julio de 2020      | 1 243 000 (14,3%) |
| 529 | 22 de julio de 2020      | 1 217 000 (14,3%) |
| 530 | 23 de julio de 2020      | 1 139 000 (13,5%) |
| 531 | 24 de julio de 2020      | 1 163 000 (14,3%) |
| 532 | 27 de julio de 2020      | 1 187 000 (13,9%) |
| 533 | 28 de julio de 2020      | 1 215 000 (13,9%) |
| 534 | 29 de julio de 2020      | 1 236 000 (14,5%) |
| 535 | 30 de julio de 2020      | 1 195 000 (14,2%) |
| 536 | 3 de agosto de 2020      | 1 035 000 (12,8%) |
| 537 | 4 de agosto de 2020      | 1 213 000 (14,3%) |
| 538 | 5 de agosto de 2020      | 1 139 000 (13,9%) |
| 539 | 6 de agosto de 2020      | 1 086 000 (13,1%) |
| 540 | 7 de agosto de 2020      | 1 061 000 (13,3%) |
| 541 | 10 de agosto de 2020     | 1 180 000 (14,0%) |
| 542 | 11 de agosto de 2020     | 1 140 000 (13,3%) |
| 543 | 12 de agosto de 2020     | 1 117 000 (13,1%) |
| 544 | 13 de agosto de 2020     | 1 009 000 (12,4%) |
| 545 | 14 de agosto de 2020     | 1 191 000 (14,8%) |
| 546 | 17 de agosto de 2020     | 1 203 000 (14,1%) |
| 547 | 18 de agosto de 2020     | 1 116 000 (13,0%) |
| 548 | 19 de agosto de 2020     | 1 088 000 (12,9%) |
| 549 | 20 de agosto de 2020     | 1 128 000 (13,3%) |
| 550 | 21 de agosto de 2020     | 1 155 000 (14,6%) |
| 551 | 24 de agosto de 2020     | 1 259 000 (14,5%) |
| 552 | 25 de agosto de 2020     | 1 086 000 (11,9%) |
| 553 | 26 de agosto de 2020     | 1 175 000 (13,6%) |
| 554 | 27 de agosto de 2020     | 1 173 000 (13,0%) |
| 555 | 28 de agosto de 2020     | 1 067 000 (12,7%) |

### Temporada 4 (2020/2021)
| 556 | 31 de agosto de 2020     | 1 174 000 (12,9%) |
| 557 | 1 de septiembre de 2020  | 1 205 000 (13,4%) |
| 558 | 2 de septiembre de 2020  | 1 286 000 (13,8%) |
| 559 | 3 de septiembre de 2020  | 1 198 000 (13,2%) |
| 560 | 4 de septiembre de 2020  | 1 063 000 (12,6%) |
| 561 | 7 de septiembre de 2020  | 1 255 000 (13,2%) |
| 562 | 8 de septiembre de 2020  | 1 177 000 (13,1%) |
| 563 | 9 de septiembre de 2020  | 1 246 000 (14,0%) |
| 564 | 10 de septiembre de 2020 | 1 255 000 (13,8%) |
| 565 | 11 de septiembre de 2020 | 1 226 000 (14,5%) |
| 566 | 14 de septiembre de 2020 | 1 178 000 (13,5%) |
| 567 | 15 de septiembre de 2020 | 1 303 000 (14,3%) |
| 568 | 16 de septiembre de 2020 | 1 266 000 (14,1%) |
| 569 | 17 de septiembre de 2020 | 1 232 000 (13,6%) |
| 570 | 18 de septiembre de 2020 | 1 151 000 (12,8%) |
| 571 | 21 de septiembre de 2020 | 1 196 000 (13,4%) |
| 572 | 22 de septiembre de 2020 | 1 263 000 (14,2%) |
| 573 | 23 de septiembre de 2020 | 1 272 000 (14,3%) |
| 574 | 24 de septiembre de 2020 | 1 161 000 (13,2%) |
| 575 | 25 de septiembre de 2020 | 1 112 000 (12,8%) |
| 576 | 28 de septiembre de 2020 | 1 144 000 (13,1%) |
| 577 | 29 de septiembre de 2020 | 1 110 000 (12,6%) |
| 578 | 30 de septiembre de 2020 | 1 130 000 (13,5%) |
| 579 | 1 de octubre de 2020     | 1 215 000 (14,2%) |
| 580 | 2 de octubre de 2020     | 1 295 000 (14,5%) |
| 581 | 5 de octubre de 2020     | 1 228 000 (14,2%) |
| 582 | 6 de octubre de 2020     | 1 212 000 (14,0%) |
| 583 | 7 de octubre de 2020     | 1 107 000 (13,3%) |
| 584 | 8 de octubre de 2020     | 1 179 000 (14,1%) |
| 585 | 9 de octubre de 2020     | 1 149 000 (13,9%) |
| 586 | 13 de octubre de 2020    | 1 174 000 (13,6%) |
| 587 | 14 de octubre de 2020    | 1 119 000 (12,5%) |
| 588 | 15 de octubre de 2020    | 1 209 000 (13,8%) |
| 589 | 16 de octubre de 2020    | 1 193 000 (14,5%) |
| 590 | 19 de octubre de 2020    | 1 219 000 (14,0%) |
| 591 | 20 de octubre de 2020    | 1 337 000 (14,2%) |
| 592 | 21 de octubre de 2020    | 1 241 000 (13,1%) |
| 593 | 22 de octubre de 2020    | 1 327 000 (13,6%) |
| 594 | 23 de octubre de 2020    | 1 187 000 (13,6%) |
| 595 | 26 de octubre de 2020    | 1 352 000 (14,4%) |
| 596 | 27 de octubre de 2020    | 1 319 000 (14,2%) |
| 597 | 28 de octubre de 2020    | 1 256 000 (14,1%) |
| 598 | 29 de octubre de 2020    | 1 246 000 (13,9%) |
| 599 | 30 de octubre de 2020    | 1 259 000 (14,4%) |
| 600 | 2 de noviembre de 2020   | 1 328 000 (13,5%) |
| 601 | 3 de noviembre de 2020   | 1 376 000 (14,0%) |
| 602 | 4 de noviembre de 2020   | 1 421 000 (14,2%) |
| 603 | 5 de noviembre de 2020   | 1 407 000 (14,5%) |
| 604 | 6 de noviembre de 2020   | 1 393 000 (14,5%) |
| 605 | 9 de noviembre de 2020   | 1 331 000 (14,2%) |
| 606 | 10 de noviembre de 2020  | 1 337 000 (14,8%) |
| 607 | 11 de noviembre de 2020  | 1 279 000 (14,1%) |
| 608 | 12 de noviembre de 2020  | 1 346 000 (15,1%) |
| 609 | 13 de noviembre de 2020  | 1 224 000 (13,5%) |
| 610 | 16 de noviembre de 2020  | 1 465 000 (15,5%) |
| 611 | 17 de noviembre de 2020  | 1 435 000 (15,6%) |
| 612 | 18 de noviembre de 2020  | 1 366 000 (14,9%) |
| 613 | 19 de noviembre de 2020  | 1 368 000 (15,2%) |
| 614 | 20 de noviembre de 2020  | 1 272 000 (14,4%) |
| 615 | 23 de noviembre de 2020  | 1 349 000 (15,1%) |
| 616 | 24 de noviembre de 2020  | 1 288 000 (14,4%) |
| 617 | 25 de noviembre de 2020  | 1 416 000 (15,3%) |
| 618 | 26 de noviembre de 2020  | 1 453 000 (14,9%) |
| 619 | 27 de noviembre de 2020  | 1 378 000 (14,8%) |
| 620 | 30 de noviembre de 2020  | 1 333 000 (14,7%) |
| 621 | 1 de diciembre de 2020   | 1 248 000 (14,1%) |
| 622 | 2 de diciembre de 2020   | 1 328 000 (14,9%) |
| 623 | 3 de diciembre de 2020   | 1 268 000 (14,1%) |
| 624 | 4 de diciembre de 2020   | 1 305 000 (13,9%) |
| 625 | 7 de diciembre de 2020   | 1 359 000 (12,9%) |
| 626 | 9 de diciembre de 2020   | 1 248 000 (14,0%) |
| 627 | 10 de diciembre de 2020  | 1 282 000 (14,1%) |
| 628 | 11 de diciembre de 2020  | 1 196 000 (13,7%) |
| 629 | 14 de diciembre de 2020  | 1 219 000 (13,6%) |
| 630 | 15 de diciembre de 2020  | 1 103 000 (13,4%) |
| 631 | 16 de diciembre de 2020  | 1 355 000 (15,2%) |
| 632 | 17 de diciembre de 2020  | 1 106 000 (13,0%) |
| 633 | 18 de diciembre de 2020  | 1 177 000 (13,8%) |
| 634 | 21 de diciembre de 2020  | 1 212 000 (14,0%) |
| 635 | 22 de diciembre de 2020  | 1 058 000 (11,6%) |
| 636 | 23 de diciembre de 2020  | 1 071 000 (12,3%) |
| 637 | 24 de diciembre de 2020  | 1 123 000 (13,1%) |
| 638 | 28 de diciembre de 2020  | 1 130 000 (11,9%) |
| 639 | 29 de diciembre de 2020  | 1 184 000 (12,5%) |
| 640 | 30 de diciembre de 2020  | 1 215 000 (13,6%) |
| 641 | 31 de diciembre de 2020  | 1 133 000 (13,2%) |
| 642 | 4 de enero de 2021       | 1 118 000 (12,0%) |
| 643 | 5 de enero de 2021       | 1 059 000 (11,9%) |
| 644 | 7 de enero de 2021       | 1 403 000 (13,3%) |
| 645 | 8 de enero de 2021       | 1 454 000 (13,5%) |
| 646 | 11 de enero de 2021      | 1 290 000 (13,2%) |
| 647 | 12 de enero de 2021      | 1 217 000 (13,1%) |
| 648 | 13 de enero de 2021      | 1 245 000 (13,4%) |
| 649 | 14 de enero de 2021      | 1 274 000 (13,6%) |
| 650 | 15 de enero de 2021      | 1 296 000 (14,3%) |
| 651 | 18 de enero de 2021      | 1 199 000 (13,1%) |
| 652 | 19 de enero de 2021      | 1 259 000 (13,8%) |
| 653 | 20 de enero de 2021      | 1 404 000 (13,6%) |
| 654 | 21 de enero de 2021      | 1 337 000 (13,6%) |
| 655 | 22 de enero de 2021      | 1 269 000 (12,7%) |
| 656 | 25 de enero de 2021      | 1 372 000 (13,6%) |
| 657 | 26 de enero de 2021      | 1 302 000 (13,9%) |
| 658 | 27 de enero de 2021      | 1 269 000 (13,6%) |
| 659 | 28 de enero de 2021      | 1 164 000 (12,9%) |
| 660 | 29 de enero de 2021      | 1 197 000 (13,4%) |
| 661 | 1 de febrero de 2021     | 1 305 000 (13,9%) |
| 662 | 2 de febrero de 2021     | 1 313 000 (14,0%) |
| 663 | 3 de febrero de 2021     | 1 258 000 (13,6%) |
| 664 | 4 de febrero de 2021     | 1 265 000 (13,3%) |
| 665 | 5 de febrero de 2021     | 1 230 000 (13,2%) |
| 666 | 8 de febrero de 2021     | 1 412 000 (14,2%) |
| 667 | 9 de febrero de 2021     | 1 342 000 (13,6%) |
| 668 | 10 de febrero de 2021    | 1 283 000 (13,7%) |
| 669 | 11 de febrero de 2021    | 1 244 000 (13,4%) |
| 670 | 12 de febrero de 2021    | 1 271 000 (14,0%) |
| 671 | 15 de febrero de 2021    | 1 196 000 (12,7%) |
| 672 | 16 de febrero de 2021    | 1 190 000 (12,9%) |
| 673 | 17 de febrero de 2021    | 1 053 000 (11,9%) |
| 674 | 18 de febrero de 2021    | 1 197 000 (13,2%) |
| 675 | 19 de febrero de 2021    | 1 045 000 (12,0%) |
| 676 | 22 de febrero de 2021    | 1 203 000 (12,5%) |
| 677 | 23 de febrero de 2021    | 1 191 000 (13,4%) |
| 678 | 24 de febrero de 2021    | 1 192 000 (13,5%) |
| 679 | 25 de febrero de 2021    | 1 092 000 (12,3%) |
| 680 | 26 de febrero de 2021    | 1 151 000 (13,7%) |
| 681 | 1 de marzo de 2021       | 1 293 000 (14,1%) |
| 682 | 2 de marzo de 2021       | 1 224 000 (13,8%) |
| 683 | 3 de marzo de 2021       | 1 267 000 (14,1%) |
| 684 | 4 de marzo de 2021       | 1 272 000 (13,8%) |
| 685 | 5 de marzo de 2021       | 1 230 000 (13,2%) |
| 686 | 8 de marzo de 2021       | 1 263 000 (13,1%) |
| 687 | 9 de marzo de 2021       | 1 269 000 (14,2%) |
| 688 | 10 de marzo de 2021      | 1 059 000 (12,4%) |
| 689 | 11 de marzo de 2021      | 1 221 000 (13,8%) |
| 690 | 12 de marzo de 2021      | 1 271 000 (14,0%) |
| 691 | 15 de marzo de 2021      | 1 250 000 (13,5%) |
| 692 | 16 de marzo de 2021      | 1 177 000 (13,4%) |
| 693 | 17 de marzo de 2021      | 1 316 000 (14,8%) |
| 694 | 18 de marzo de 2021      | 1 197 000 (13,2%) |
| 695 | 19 de marzo de 2021      | 1 374 000 (15,0%) |
| 696 | 22 de marzo de 2021      | 1 553 000 (17,4%) |
| 697 | 23 de marzo de 2021      | 1 415 000 (16,2%) |
| 698 | 24 de marzo de 2021      | 1 362 000 (16,1%) |
| 699 | 25 de marzo de 2021      | 1 218 000 (14,5%) |
| 700 | 26 de marzo de 2021      | 1 151 000 (13,7%) |
| 701 | 29 de marzo de 2021      | 1 413 000 (15,6%) |
| 702 | 30 de marzo de 2021      | 1 285 000 (14,8%) |
| 703 | 31 de marzo de 2021      | 1 166 000 (14,1%) |
| 704 | 1 de abril de 2021       | 1 160 000 (13,6%) |
| 705 | 5 de abril de 2021       | 1 252 000 (15,0%) |
| 706 | 6 de abril de 2021       | 1 269 000 (14,5%) |
| 707 | 7 de abril de 2021       | 1 306 000 (14,6%) |
| 708 | 8 de abril de 2021       | 1 314 000 (15,2%) |
| 709 | 9 de abril de 2021       | 1 429 000 (16,0%) |
| 710 | 12 de abril de 2021      | 1 226 000 (14,1%) |
| 711 | 13 de abril de 2021      | 1 295 000 (15,1%) |
| 712 | 14 de abril de 2021      | 1 273 000 (14,7%) |
| 713 | 15 de abril de 2021      | 1 352 000 (15,3%) |
| 714 | 16 de abril de 2021      | 1 348 000 (16,5%) |
| 715 | 19 de abril de 2021      | 1 276 000 (15,1%) |
| 716 | 20 de abril de 2021      | 1 428 000 (15,7%) |
| 717 | 21 de abril de 2021      | 1 369 000 (15,5%) |
| 718 | 22 de abril de 2021      | 1 529 000 (17,0%) |
| 719 | 23 de abril de 2021      | 1 322 000 (16,0%) |
| 720 | 26 de abril de 2021      | 1 273 000 (14,0%) |
| 721 | 27 de abril de 2021      | 1 223 000 (13,8%) |
| 722 | 28 de abril de 2021      | 1 290 000 (15,0%) |
| 723 | 29 de abril de 2021      | 1 366 000 (15,8%) |
| 724 | 30 de abril de 2021      | 1 365 000 (16,7%) |
| 725 | 3 de mayo de 2021        | 1 427 000 (16,0%) |
| 726 | 4 de mayo de 2021        | 1 437 000 (16,2%) |
| 727 | 5 de mayo de 2021        | 1 346 000 (15,9%) |
| 728 | 6 de mayo de 2021        | 1 332 000 (15,6%) |
| 729 | 7 de mayo de 2021        | 1 283 000 (15,5%) |
| 730 | 10 de mayo de 2021       | 1 334 000 (15,0%) |
| 731 | 11 de mayo de 2021       | 1 432 000 (16,7%) |
| 732 | 12 de mayo de 2021       | 1 352 000 (15,8%) |
| 733 | 13 de mayo de 2021       | 1 396 000 (16,3%) |
| 734 | 14 de mayo de 2021       | 1 254 000 (15,6%) |
| 735 | 17 de mayo de 2021       | 1 317 000 (15,3%) |
| 736 | 18 de mayo de 2021       | 1 341 000 (15,1%) |
| 737 | 19 de mayo de 2021       | 1 239 000 (14,7%) |
| 738 | 20 de mayo de 2021       | 1 282 000 (15,3%) |
| 739 | 21 de mayo de 2021       | 1 442 000 (17,6%) |
| 740 | 24 de mayo de 2021       | 1 381 000 (15,9%) |
| 741 | 25 de mayo de 2021       | 1 262 000 (15,1%) |
| 742 | 26 de mayo de 2021       | 1 331 000 (15,7%) |
| 743 | 27 de mayo de 2021       | 1 267 000 (15,3%) |
| 744 | 28 de mayo de 2021       | 1 338 000 (16,5%) |
| 745 | 1 de junio de 2021       | 1 428 000 (16,6%) |
| 746 | 2 de junio de 2021       | 1 287 000 (15,7%) |
| 747 | 3 de junio de 2021       | 1 296 000 (15,7%) |
| 748 | 4 de junio de 2021       | 1 188 000 (15,3%) |
| 749 | 7 de junio de 2021       | 1 308 000 (16,1%) |
| 750 | 8 de junio de 2021       | 1 389 000 (16,9%) |
| 751 | 9 de junio de 2021       | 1 340 000 (16,6%) |
| 752 | 10 de junio de 2021      | 1 316 000 (16,2%) |
| 753 | 11 de junio de 2021      | 1 518 000 (19,1%) |
| 754 | 14 de junio de 2021      | 1 350 000 (16,0%) |
| 755 | 15 de junio de 2021      | 1 264 000 (15,3%) |
| 756 | 16 de junio de 2021      | 1 294 000 (16,0%) |
| 757 | 17 de junio de 2021      | 1 429 000 (16,8%) |
| 758 | 18 de junio de 2021      | 1 203 000 (15,8%) |
| 759 | 21 de junio de 2021      | 1 349 000 (16,2%) |
| 760 | 22 de junio de 2021      | 1 136 000 (14,2%) |
| 761 | 23 de junio de 2021      | 1 522 000 (18,2%) |
| 762 | 24 de junio de 2021      | 1 450 000 (18,0%) |
| 763 | 25 de junio de 2021      | 1 276 000 (16,2%) |
| 764 | 28 de junio de 2021      | 1 314 000 (15,6%) |
| 765 | 29 de junio de 2021      | 1 300 000 (15,7%) |
| 766 | 30 de junio de 2021      | 1 389 000 (16,2%) |
| 767 | 1 de julio de 2021       | 1 265 000 (15,6%) |
| 768 | 2 de julio de 2021       | 1 152 000 (15,2%) |
| 769 | 5 de julio de 2021       | 1 263 000 (15,9%) |
| 770 | 6 de julio de 2021       | 1 256 000 (15,7%) |
| 771 | 7 de julio de 2021       | 1 272 000 (15,7%) |
| 772 | 8 de julio de 2021       | 1 157 000 (14,9%) |
| 773 | 9 de julio de 2021       | 1 167 000 (15,6%) |
| 774 | 12 de julio de 2021      | 1 269 000 (15,5%) |
| 775 | 13 de julio de 2021      | 1 231 000 (15,3%) |
| 776 | 14 de julio de 2021      | 1 122 000 (14,3%) |
| 777 | 15 de julio de 2021      | 1 175 000 (15,3%) |
| 778 | 16 de julio de 2021      | 1 278 000 (16,7%) |
| 779 | 19 de julio de 2021      | 1 265 000 (15,7%) |
| 780 | 20 de julio de 2021      | 1 262 000 (15,7%) |
| 781 | 21 de julio de 2021      | 1 222 000 (15,7%) |
| 782 | 22 de julio de 2021      | 1 289 000 (15,9%) |
| 783 | 22 de julio de 2021      | 1 156 000 (14,5%) |
| 784 | 26 de julio de 2021      | 1 283 000 (15,4%) |
| 785 | 27 de julio de 2021      | 1 228 000 (15,4%) |
| 786 | 28 de julio de 2021      | 1 196 000 (14,3%) |
| 787 | 29 de julio de 2021      | 1 256 000 (15,6%) |
| 788 | 30 de julio de 2021      | 1 065 000 (13,5%) |
| 789 | 2 de agosto de 2021      | 1 099 000 (13,6%) |
| 790 | 3 de agosto de 2021      | 986 000 (11,1%)   |
| 791 | 4 de agosto de 2021      | 1 060 000 (13,3%) |
| 792 | 5 de agosto de 2021      | 1 006 000 (13,0%) |
| 793 | 6 de agosto de 2021      | 1 016 000 (13,4%) |
| 794 | 9 de agosto de 2021      | 1 156 000 (15,0%) |
| 795 | 10 de agosto de 2021     | 1 078 000 (14,1%) |
| 796 | 11 de agosto de 2021     | 1 075 000 (14,6%) |
| 797 | 12 de agosto de 2021     | 1 131 000 (15,1%) |
| 798 | 13 de agosto de 2021     | 1 037 000 (14,3%) |
| 799 | 16 de agosto de 2021     | 1 117 000 (14,1%) |
| 800 | 17 de agosto de 2021     | 963 000 (13,4%)   |
| 801 | 18 de agosto de 2021     | 1 116 000 (14,5%) |
| 802 | 19 de agosto de 2021     | 1 056 000 (14,3%) |
| 803 | 20 de agosto de 2021     | 1 043 000 (14,4%) |
| 804 | 23 de agosto de 2021     | 1 133 000 (14,6%) |
| 805 | 24 de agosto de 2021     | 991 000 (13,0%)   |
| 806 | 25 de agosto de 2021     | 1 112 000 (14,9%) |
| 807 | 26 de agosto de 2021     | 992 000 (13,2%)   |
| 808 | 27 de agosto de 2021     | 1 044 000 (14,0%) |

### Temporada 5 (2021/2022)
| 809  | 30 de agosto de 2021     | 1 200 000 (15,2%) |
| 810  | 31 de agosto de 2021     | 1 186 000 (14,7%) |
| 811  | 1 de septiembre de 2021  | 1 206 000 (14,4%) |
| 812  | 2 de septiembre de 2021  | 1 165 000 (14,2%) |
| 813  | 3 de septiembre de 2021  | 1 120 000 (14,9%) |
| 814  | 6 de septiembre de 2021  | 1 087 000 (13,1%) |
| 815  | 7 de septiembre de 2021  | 1 270 000 (15,9%) |
| 816  | 8 de septiembre de 2021  | 1 270 000 (15,8%) |
| 817  | 9 de septiembre de 2021  | 1 156 000 (14,9%) |
| 818  | 10 de septiembre de 2021 | 1 192 000 (16,0%) |
| 819  | 13 de septiembre de 2021 | 1 303 000 (15,8%) |
| 820  | 14 de septiembre de 2021 | 1 247 000 (15,4%) |
| 821  | 15 de septiembre de 2021 | 1 277 000 (16,4%) |
| 822  | 16 de septiembre de 2021 | 1 190 000 (15,5%) |
| 823  | 17 de septiembre de 2021 | 1 240 000 (16,5%) |
| 824  | 20 de septiembre de 2021 | 1 386 000 (16,5%) |
| 825  | 21 de septiembre de 2021 | 1 200 000 (15,0%) |
| 826  | 22 de septiembre de 2021 | 1 265 000 (15,7%) |
| 827  | 23 de septiembre de 2021 | 1 280 000 (15,6%) |
| 828  | 24 de septiembre de 2021 | 1 244 000 (15,7%) |
| 829  | 27 de septiembre de 2021 | 1 321 000 (16,0%) |
| 830  | 28 de septiembre de 2021 | 1 203 000 (15,3%) |
| 831  | 29 de septiembre de 2021 | 1 411 000 (17,3%) |
| 832  | 30 de septiembre de 2021 | 1 381 000 (17,6%) |
| 833  | 1 de octubre de 2021     | 1 309 000 (17,5%) |
| 834  | 4 de octubre de 2021     | 1 252 000 (15,3%) |
| 835  | 5 de octubre de 2021     | 1 275 000 (16,6%) |
| 836  | 6 de octubre de 2021     | 1 278 000 (16,5%) |
| 837  | 7 de octubre de 2021     | 1 275 000 (16,6%) |
| 838  | 8 de octubre de 2021     | 1 117 000 (15,3%) |
| 839  | 11 de octubre de 2021    | 1 185 000 (15,7%) |
| 840  | 13 de octubre de 2021    | 1 238 000 (16,4%) |
| 841  | 14 de octubre de 2021    | 1 255 000 (16,6%) |
| 842  | 15 de octubre de 2021    | 1 196 000 (16,8%) |
| 843  | 18 de octubre de 2021    | 1 410 000 (18,2%) |
| 844  | 19 de octubre de 2021    | 1 343 000 (16,8%) |
| 845  | 20 de octubre de 2021    | 1 328 000 (16,9%) |
| 846  | 21 de octubre de 2021    | 1 395 000 (17,7%) |
| 847  | 22 de octubre de 2021    | 1 312 000 (16,9%) |
| 848  | 25 de octubre de 2021    | 1 353 000 (17,4%) |
| 849  | 26 de octubre de 2021    | 1 307 000 (17,1%) |
| 850  | 27 de octubre de 2021    | 1 241 000 (16,7%) |
| 851  | 28 de octubre de 2021    | 1 392 000 (18,2%) |
| 852  | 29 de octubre de 2021    | 1 353 000 (18,0%) |
| 853  | 2 de noviembre de 2021   | 1 415 000 (17,3%) |
| 854  | 3 de noviembre de 2021   | 1 399 000 (17,2%) |
| 855  | 4 de noviembre de 2021   | 1 292 000 (16,3%) |
| 856  | 5 de noviembre de 2021   | 1 307 000 (17,1%) |
| 857  | 8 de noviembre de 2021   | 1 346 000 (17,2%) |
| 858  | 9 de noviembre de 2021   | 1 247 000 (15,8%) |
| 859  | 10 de noviembre de 2021  | 1 189 000 (15,4%) |
| 860  | 11 de noviembre de 2021  | 1 274 000 (16,1%) |
| 861  | 12 de noviembre de 2021  | 1 119 000 (14,9%) |
| 862  | 15 de noviembre de 2021  | 1 325 000 (16,0%) |
| 863  | 16 de noviembre de 2021  | 1 213 000 (15,4%) |
| 864  | 17 de noviembre de 2021  | 1 240 000 (16,2%) |
| 865  | 18 de noviembre de 2021  | 1 280 000 (16,1%) |
| 866  | 19 de noviembre de 2021  | 1 255 000 (16,5%) |
| 867  | 22 de noviembre de 2021  | 1 257 000 (14,8%) |
| 868  | 23 de noviembre de 2021  | 1 331 000 (16,0%) |
| 869  | 24 de noviembre de 2021  | 1 255 000 (14,7%) |
| 870  | 25 de noviembre de 2021  | 1 145 000 (14,5%) |
| 871  | 26 de noviembre de 2021  | 1 231 000 (16,3%) |
| 872  | 29 de noviembre de 2021  | 1 361 000 (16,6%) |
| 873  | 30 de noviembre de 2021  | 1 182 000 (15,3%) |
| 874  | 1 de diciembre de 2021   | 1 134 000 (14,6%) |
| 875  | 2 de diciembre de 2021   | 1 246 000 (15,7%) |
| 876  | 3 de diciembre de 2021   | 1 154 000 (15,6%) |
| 877  | 7 de diciembre de 2021   | 1 154 000 (14,3%) |
| 878  | 9 de diciembre de 2021   | 1 214 000 (15,3%) |
| 879  | 10 de diciembre de 2021  | 1 286 000 (16,4%) |
| 880  | 13 de diciembre de 2021  | 1 175 000 (15,6%) |
| 881  | 14 de diciembre de 2021  | 1 232 000 (16,4%) |
| 882  | 15 de diciembre de 2021  | 1 259 000 (16,9%) |
| 883  | 16 de diciembre de 2021  | 1 213 000 (16,1%) |
| 884  | 17 de diciembre de 2021  | 1 228 000 (16,7%) |
| 885  | 20 de diciembre de 2021  | 1 229 000 (15,2%) |
| 886  | 21 de diciembre de 2021  | 1 266 000 (15,6%) |
| 887  | 22 de diciembre de 2021  | 1 213 000 (13,3%) |
| 888  | 23 de diciembre de 2021  | 1 229 000 (14,3%) |
| 889  | 24 de diciembre de 2021  | 1 131 000 (13,3%) |
| 890  | 27 de diciembre de 2021  | 1 201 000 (13,9%) |
| 891  | 28 de diciembre de 2021  | 1 257 000 (14,6%) |
| 892  | 29 de diciembre de 2021  | 1 123 000 (13,5%) |
| 893  | 30 de diciembre de 2021  | 1 133 000 (14,4%) |
| 894  | 31 de diciembre de 2021  | 1 013 000 (13,5%) |
| 895  | 3 de enero de 2022       | 1 202 000 (15,0%) |
| 896  | 4 de enero de 2022       | 1 227 000 (14,6%) |
| 897  | 5 de enero de 2022       | 1 158 000 (14,0%) |
| 898  | 7 de enero de 2022       | 1 180 000 (14,5%) |
| 899  | 10 de enero de 2022      | 1 257 000 (14,7%) |
| 900  | 11 de enero de 2022      | 1 259 000 (15,6%) |
| 901  | 12 de enero de 2022      | 1 260 000 (15,2%) |
| 902  | 13 de enero de 2022      | 1 281 000 (15,6%) |
| 903  | 14 de enero de 2022      | 1 310 000 (16,8%) |
| 904  | 17 de enero de 2022      | 1 205 000 (15,1%) |
| 905  | 18 de enero de 2022      | 1 314 000 (16,6%) |
| 906  | 19 de enero de 2022      | 1 387 000 (17,2%) |
| 907  | 20 de enero de 2022      | 1 362 000 (17,2%) |
| 908  | 21 de enero de 2022      | 1 289 000 (16,2%) |
| 909  | 24 de enero de 2022      | 1 303 000 (15,6%) |
| 910  | 25 de enero de 2022      | 1 289 000 (15,8%) |
| 911  | 26 de enero de 2022      | 1 251 000 (15,8%) |
| 912  | 27 de enero de 2022      | 1 210 000 (15,3%) |
| 913  | 28 de enero de 2022      | 1 302 000 (17,0%) |
| 914  | 31 de enero de 2022      | 1 291 000 (16,6%) |
| 915  | 1 de febrero de 2022     | 1 217 000 (15,2%) |
| 916  | 2 de febrero de 2022     | 1 195 000 (15,8%) |
| 917  | 3 de febrero de 2022     | 1 212 000 (15,6%) |
| 918  | 4 de febrero de 2022     | 1 283 000 (16,3%) |
| 919  | 7 de febrero de 2022     | 1 235 000 (15,5%) |
| 920  | 8 de febrero de 2022     | 1 306 000 (16,6%) |
| 921  | 9 de febrero de 2022     | 1 236 000 (15,7%) |
| 922  | 10 de febrero de 2022    | 1 362 000 (17,0%) |
| 923  | 11 de febrero de 2022    | 1 176 000 (15,5%) |
| 924  | 14 de febrero de 2022    | 1 399 000 (16,9%) |
| 925  | 15 de febrero de 2022    | 1 409 000 (17,1%) |
| 926  | 16 de febrero de 2022    | 1 421 000 (17,3%) |
| 927  | 17 de febrero de 2022    | 1 298 000 (16,2%) |
| 928  | 18 de febrero de 2022    | 1 240 000 (16,2%) |
| 929  | 21 de febrero de 2022    | 1 275 000 (15,4%) |
| 930  | 22 de febrero de 2022    | 1 408 000 (17,0%) |
| 931  | 23 de febrero de 2022    | 1 368 000 (16,8%) |
| 932  | 24 de febrero de 2022    | 1 288 000 (15,3%) |
| 933  | 25 de febrero de 2022    | 1 196 000 (14,3%) |
| 934  | 28 de febrero de 2022    | 1 182 000 (14,3%) |
| 935  | 1 de marzo de 2022       | 1 290 000 (15,3%) |
| 936  | 2 de marzo de 2022       | 1 354 000 (16,0%) |
| 937  | 3 de marzo de 2022       | 1 265 000 (14,7%) |
| 938  | 4 de marzo de 2022       | 1 179 000 (14,6%) |
| 939  | 7 de marzo de 2022       | 1 189 000 (13,7%) |
| 940  | 8 de marzo de 2022       | 1 240 000 (14,4%) |
| 941  | 9 de marzo de 2022       | 1 251 000 (15,3%) |
| 942  | 10 de marzo de 2022      | 1 170 000 (14,7%) |
| 943  | 11 de marzo de 2022      | 1 301 000 (15,3%) |
| 944  | 14 de marzo de 2022      | 1 387 000 (15,2%) |
| 945  | 15 de marzo de 2022      | 1 245 000 (14,1%) |
| 946  | 16 de marzo de 2022      | 1 263 000 (14,2%) |
| 947  | 17 de marzo de 2022      | 1 131 000 (13,1%) |
| 948  | 18 de marzo de 2022      | 1 182 000 (14,5%) |
| 949  | 21 de marzo de 2022      | 1 254 000 (14,3%) |
| 950  | 22 de marzo de 2022      | 1 330 000 (15,5%) |
| 951  | 23 de marzo de 2022      | 1 294 000 (14,8%) |
| 952  | 24 de marzo de 2022      | 1 254 000 (14,6%) |
| 953  | 25 de marzo de 2022      | 1 163 000 (14,2%) |
| 954  | 28 de marzo de 2022      | 1 086 000 (13,7%) |
| 955  | 29 de marzo de 2022      | 1 237 000 (15,0%) |
| 956  | 30 de marzo de 2022      | 1 240 000 (14,8%) |
| 957  | 31 de marzo de 2022      | 1 218 000 (15,1%) |
| 958  | 1 de abril de 2022       | 1 121 000 (14,7%) |
| 959  | 4 de abril de 2022       | 1 159 000 (13,8%) |
| 960  | 5 de abril de 2022       | 1 234 000 (14,5%) |
| 961  | 6 de abril de 2022       | 1 171 000 (14,2%) |
| 962  | 7 de abril de 2022       | 1 089 000 (14,2%) |
| 963  | 8 de abril de 2022       | 1 008 000 (13,7%) |
| 964  | 11 de abril de 2022      | 1 051 000 (13,0%) |
| 965  | 12 de abril de 2022      | 1 142 000 (13,8%) |
| 966  | 13 de abril de 2022      | 974 000 (12,5%)   |
| 967  | 14 de abril de 2022      | 849 000 (11,6%)   |
| 968  | 18 de abril de 2022      | 994 000 (13,3%)   |
| 969  | 19 de abril de 2022      | 1 258 000 (15,1%) |
| 970  | 20 de abril de 2022      | 1 276 000 (14,8%) |
| 971  | 21 de abril de 2022      | 1 100 000 (13,8%) |
| 972  | 22 de abril de 2022      | 1 178 000 (15,1%) |
| 973  | 25 de abril de 2022      | 1 150 000 (15,3%) |
| 974  | 26 de abril de 2022      | 1 142 000 (14,8%) |
| 975  | 27 de abril de 2022      | 1 309 000 (16,4%) |
| 976  | 28 de abril de 2022      | 1 075 000 (13,9%) |
| 977  | 29 de abril de 2022      | 1 019 000 (14,6%) |
| 978  | 2 de mayo de 2022        | 1 107 000 (13,4%) |
| 979  | 3 de mayo de 2022        | 1 211 000 (15,0%) |
| 980  | 4 de mayo de 2022        | 1 280 000 (15,9%) |
| 981  | 5 de mayo de 2022        | 1 181 000 (15,7%) |
| 982  | 6 de mayo de 2022        | 1 095 000 (15,5%) |
| 983  | 9 de mayo de 2022        | 1 146 000 (14,9%) |
| 984  | 10 de mayo de 2022       | 1 175 000 (15,4%) |
| 985  | 11 de mayo de 2022       | 1 153 000 (15,1%) |
| 986  | 12 de mayo de 2022       | 1 155 000 (15,2%) |
| 987  | 13 de mayo de 2022       | 1 107 000 (14,9%) |
| 988  | 16 de mayo de 2022       | 1 125 000 (14,0%) |
| 989  | 17 de mayo de 2022       | 1 114 000 (13,9%) |
| 990  | 18 de mayo de 2022       | 1 057 000 (13,5%) |
| 991  | 19 de mayo de 2022       | 1 146 000 (14,9%) |
| 992  | 20 de mayo de 2022       | 1 086 000 (14,5%) |
| 993  | 23 de mayo de 2022       | 1 102 000 (14,0%) |
| 994  | 24 de mayo de 2022       | 1 044 000 (13,7%) |
| 995  | 25 de mayo de 2022       | 1 212 000 (15,8%) |
| 996  | 26 de mayo de 2022       | 1 096 000 (14,8%) |
| 997  | 27 de mayo de 2022       | 1 005 000 (14,0%) |
| 998  | 30 de mayo de 2022       | 1 061 000 (13,6%) |
| 999  | 31 de mayo de 2022       | 1 134 000 (14,5%) |
| 1000 | 1 de junio de 2022       | 1 189 000 (15,6%) |
| 1001 | 2 de junio de 2022       | 1 068 000 (14,1%) |
| 1002 | 3 de junio de 2022       | 996 000 (13,6%)   |
| 1003 | 6 de junio de 2022       | 1 109 000 (14,2%) |
| 1004 | 7 de junio de 2022       | 1 131 000 (14,5%) |
| 1005 | 8 de junio de 2022       | 1 081 000 (13,9%) |
| 1006 | 9 de junio de 2022       | 1 080 000 (14,3%) |
| 1007 | 10 de junio de 2022      | 1 100 000 (14,7%) |
| 1008 | 13 de junio de 2022      | 1 122 000 (14,5%) |
| 1009 | 14 de junio de 2022      | 1 133 000 (14,3%) |
| 1010 | 15 de junio de 2022      | 1 108 000 (14,5%) |
| 1011 | 16 de junio de 2022      | 1 015 000 (13,4%) |
| 1012 | 17 de junio de 2022      | 1 124 000 (14,9%) |
| 1013 | 20 de junio de 2022      | 1 066 000 (13,5%) |
| 1014 | 21 de junio de 2022      | 1 065 000 (13,8%) |
| 1015 | 22 de junio de 2022      | 1 131 000 (14,8%) |
| 1016 | 23 de junio de 2022      | 1 059 000 (13,7%) |
| 1017 | 24 de junio de 2022      | 964 000 (13,3%)   |
| 1018 | 27 de junio de 2022      | 1 078 000 (13,8%) |
| 1019 | 28 de junio de 2022      | 1 063 000 (13,7%) |
| 1020 | 29 de junio de 2022      | 1 140 000 (15,0%) |
| 1021 | 30 de junio de 2022      | 1 035 000 (13,8%) |
| 1022 | 1 de julio de 2022       | 921 000 (13,3%)   |
| 1023 | 4 de julio de 2022       | 981 000 (13,4%)   |
| 1024 | 5 de julio de 2022       | 979 000 (12,6%)   |
| 1025 | 6 de julio de 2022       | 1 042 000 (13,7%) |
| 1026 | 7 de julio de 2022       | 977 000 (12,9%)   |
| 1027 | 8 de julio de 2022       | 931 000 (13,4%)   |
| 1028 | 11 de julio de 2022      | 1 054 000 (13,9%) |
| 1029 | 12 de julio de 2022      | 978 000 (12,7%)   |
| 1030 | 13 de julio de 2022      | 900 000 (12,1%)   |
| 1031 | 14 de julio de 2022      | 970 000 (12,9%)   |
| 1032 | 15 de julio de 2022      | 865 000 (12,1%)   |
| 1033 | 18 de julio de 2022      | 1 026 000 (13,7%) |
| 1034 | 19 de julio de 2022      | 1 032 000 (13,6%) |
| 1035 | 20 de julio de 2022      | 911 000 (12,7%)   |
| 1036 | 21 de julio de 2022      | 965 000 (13,2%)   |
| 1037 | 22 de julio de 2022      | 963 000 (13,9%)   |
| 1038 | 25 de julio de 2022      | 1 039 000 (14,1%) |
| 1039 | 26 de julio de 2022      | 930 000 (12,8%)   |
| 1040 | 27 de julio de 2022      | 957 000 (13,4%)   |
| 1041 | 28 de julio de 2022      | 984 000 (14,4%)   |
| 1042 | 29 de julio de 2022      | 897 000 (13,3%)   |
| 1043 | 1 de agosto de 2022      | 993 000 (13,3%)   |
| 1044 | 2 de agosto de 2022      | 1 054 000 (14,8%) |
| 1045 | 3 de agosto de 2022      | 945 000 (13,2%)   |
| 1046 | 4 de agosto de 2022      | 884 000 (12,6%)   |
| 1047 | 5 de agosto de 2022      | 800 000 (11,8%)   |
| 1048 | 8 de agosto de 2022      | 824 000 (12,1%)   |
| 1049 | 9 de agosto de 2022      | 926 000 (13,3%)   |
| 1050 | 10 de agosto de 2022     | 831 000 (12,7%)   |
| 1051 | 11 de agosto de 2022     | 845 000 (12,4%)   |
| 1052 | 12 de agosto de 2022     | 787 000 (11,9%)   |
| 1053 | 16 de agosto de 2022     | 835 000 (12,2%)   |
| 1054 | 17 de agosto de 2022     | 860 000 (12,8%)   |
| 1055 | 18 de agosto de 2022     | 804 000 (12,2%)   |
| 1056 | 19 de agosto de 2022     | 819 000 (12,5%)   |
| 1057 | 22 de agosto de 2022     | 840 000 (12,1%)   |
| 1058 | 23 de agosto de 2022     | 833 000 (11,6%)   |
| 1059 | 24 de agosto de 2022     | 819 000 (11,9%)   |
| 1060 | 25 de agosto de 2022     | 833 000 (12,9%)   |
| 1061 | 26 de agosto de 2022     | 776 000 (11,9%)   |
| 1062 | 29 de agosto de 2022     | 889 000 (12,7%)   |
| 1063 | 30 de agosto de 2022     | 828 000 (12,3%)   |
| 1064 | 31 de agosto de 2022     | 895 000 (12,2%)   |

### Temporada 6 (2022/2023)
| 1065 | 1 de septiembre de 2022  | 808 000 (11,9%)   |
| 1066 | 2 de septiembre de 2022  | 834 000 (12,1%)   |
| 1067 | 5 de septiembre de 2022  | 864 000 (11,9%)   |
| 1068 | 6 de septiembre de 2022  | 865 000 (12,1%)   |
| 1069 | 7 de septiembre de 2022  | 912 000 (12,6%)   |
| 1070 | 8 de septiembre de 2022  | 950 000 (13,7%)   |
| 1071 | 9 de septiembre de 2022  | 956 000 (13,7%)   |
| 1072 | 12 de septiembre de 2022 | 988 000 (13,2%)   |
| 1073 | 13 de septiembre de 2022 | 1 028 000 (13,8%) |
| 1074 | 14 de septiembre de 2022 | 905 000 (12,3%)   |
| 1075 | 15 de septiembre de 2022 | 952 000 (14,1%)   |
| 1076 | 16 de septiembre de 2022 | 925 000 (13,6%)   |
| 1077 | 19 de septiembre de 2022 | 993 000 (12,8%)   |
| 1078 | 20 de septiembre de 2022 | 996 000 (14,4%)   |
| 1079 | 21 de septiembre de 2022 | 986 000 (14,2%)   |
| 1080 | 22 de septiembre de 2022 | 999 000 (14,6%)   |
| 1081 | 23 de septiembre de 2022 | 977 000 (14,0%)   |
| 1082 | 26 de septiembre de 2022 | 1 040 000 (14,6%) |
| 1083 | 27 de septiembre de 2022 | 998 000 (14,3%)   |
| 1084 | 28 de septiembre de 2022 | 1 024 000 (14,6%) |
| 1085 | 29 de septiembre de 2022 | 1 059 000 (14,9%) |
| 1086 | 30 de septiembre de 2022 | 1 015 000 (15,4%) |
| 1087 | 3 de octubre de 2022     | 1 010 000 (14,5%) |
| 1088 | 4 de octubre de 2022     | 1 089 000 (15,7%) |
| 1089 | 5 de octubre de 2022     | 943 000 (13,7%)   |
| 1090 | 6 de octubre de 2022     | 1 012 000 (14,1%) |
| 1091 | 7 de octubre de 2022     | 993 000 (14,0%)   |
| 1092 | 10 de octubre de 2022    | 1 267 000 (16,8%) |
| 1093 | 11 de octubre de 2022    | 1 024 000 (14,5%) |
| 1094 | 13 de octubre de 2022    | 908 000 (13,8%)   |
| 1095 | 14 de octubre de 2022    | 915 000 (14,0%)   |
| 1096 | 17 de octubre de 2022    | 1 082 000 (14,7%) |
| 1097 | 18 de octubre de 2022    | 1 085 000 (15,0%) |
| 1098 | 19 de octubre de 2022    | 1 095 000 (15,3%) |
| 1099 | 20 de octubre de 2022    | 1 057 000 (14,4%) |
| 1100 | 21 de octubre de 2022    | 1 097 000 (15,7%) |
| 1101 | 24 de octubre de 2022    | 1 121 000 (15,0%) |
| 1102 | 25 de octubre de 2022    | 1 104 000 (15,2%) |
| 1103 | 26 de octubre de 2022    | 1 031 000 (14,5%) |
| 1104 | 27 de octubre de 2022    | 944 000 (13,7%)   |
| 1105 | 28 de octubre de 2022    | 1 000 000 (15,0%) |
| 1106 | 31 de octubre de 2022    | 1 039 000 (13,9%) |
| 1107 | 2 de noviembre de 2022   | 1 033 000 (14,4%) |
| 1108 | 3 de noviembre de 2022   | 1 116 000 (15,0%) |
| 1109 | 4 de noviembre de 2022   | 1 027 000 (14,3%) |
| 1110 | 7 de noviembre de 2022   | 1 047 000 (14,1%) |
| 1111 | 8 de noviembre de 2022   | 1 085 000 (14,3%) |
| 1112 | 9 de noviembre de 2022   | 1 101 000 (14,4%) |
| 1113 | 10 de noviembre de 2022  | 967 000 (14,2%)   |
| 1114 | 11 de noviembre de 2022  | 936 000 (13,6%)   |
| 1115 | 14 de noviembre de 2022  | 951 000 (12,9%)   |
| 1116 | 15 de noviembre de 2022  | 1 069 000 (14,7%) |
| 1117 | 16 de noviembre de 2022  | 960 000 (13,1%)   |
| 1118 | 17 de noviembre de 2022  | 920 000 (13,3%)   |
| 1119 | 18 de noviembre de 2022  | 899 000 (12,4%)   |
| 1120 | 21 de noviembre de 2022  | 1 004 000 (12,6%) |
| 1121 | 22 de noviembre de 2022  | 1 038 000 (13,3%) |
| 1122 | 23 de noviembre de 2022  | 1 016 000 (13,9%) |
| 1123 | 24 de noviembre de 2022  | 925 000 (12,9%)   |
| 1124 | 25 de noviembre de 2022  | 927 000 (14,1%)   |
| 1125 | 28 de noviembre de 2022  | 1 047 000 (14,2%) |
| 1126 | 29 de noviembre de 2022  | 1 077 000 (15,2%) |
| 1127 | 30 de noviembre de 2022  | 1 040 000 (14,8%) |
| 1128 | 1 de diciembre de 2022   | 1 000 000 (14,4%) |
| 1129 | 2 de diciembre de 2022   | 984 000 (14,6%)   |
| 1130 | 5 de diciembre de 2022   | 1 128 000 (14,6%) |
| 1131 | 7 de diciembre de 2022   | 1 010 000 (14,2%) |
| 1132 | 9 de diciembre de 2022   | 940 000 (13,2%)   |
| 1133 | 12 de diciembre de 2022  | 994 000 (13,2%)   |
| 1134 | 13 de diciembre de 2022  | 1 079 000 (14,1%) |
| 1135 | 14 de diciembre de 2022  | 959 000 (13,9%)   |
| 1136 | 15 de diciembre de 2022  | 1 083 000 (15,0%) |
| 1137 | 16 de diciembre de 2022  | 894 000 (13,5%)   |
| 1138 | 19 de diciembre de 2022  | 1 001 000 (14,1%) |
| 1139 | 20 de diciembre de 2022  | 954 000 (13,4%)   |
| 1140 | 21 de diciembre de 2022  | 964 000 (13,7%)   |
| 1141 | 22 de diciembre de 2022  | 872 000 (11,7%)   |
| 1142 | 23 de diciembre de 2022  | 852 000 (13,2%)   |
| 1143 | 26 de diciembre de 2022  | 818 000 (11,7%)   |
| 1144 | 27 de diciembre de 2022  | 945 000 (12,8%)   |
| 1145 | 28 de diciembre de 2022  | 1 026 000 (14,1%) |
| 1146 | 29 de diciembre de 2022  | 1 002 000 (13,5%) |
| 1147 | 30 de diciembre de 2022  | 897 000 (12,5%)   |
| 1148 | 2 de enero de 2023       | 979 000 (12,5%)   |
| 1149 | 3 de enero de 2023       | 907 000 (11,9%)   |
| 1150 | 4 de enero de 2023       | 902 000 (12,9%)   |
| 1151 | 5 de enero de 2023       | 842 000 (11,9%)   |
| 1152 | 9 de enero de 2023       | 899 000 (12,6%)   |
| 1153 | 10 de enero de 2023      | 948 000 (13,3%)   |
| 1154 | 11 de enero de 2023      | 978 000 (13,3%)   |
| 1155 | 12 de enero de 2023      | 923 000 (13,6%)   |
| 1156 | 13 de enero de 2023      | 993 000 (14,8%)   |
| 1157 | 16 de enero de 2023      | 1 080 000 (14,0%) |
| 1158 | 17 de enero de 2023      | 1 094 000 (14,0%) |
| 1159 | 18 de enero de 2023      | 1 150 000 (14,7%) |
| 1160 | 19 de enero de 2023      | 1 090 000 (14,2%) |
| 1161 | 20 de enero de 2023      | 1 013 000 (14,6%) |
| 1162 | 23 de enero de 2023      | 1 016 000 (13,9%) |
| 1163 | 24 de enero de 2023      | 1 000 000 (14,4%) |
| 1164 | 25 de enero de 2023      | 1 066 000 (15,2%) |
| 1165 | 26 de enero de 2023      | 1 149 000 (15,2%) |
| 1166 | 27 de enero de 2023      | 947 000 (13,7%)   |
| 1167 | 30 de enero de 2023      | 1 011 000 (13,4%) |
| 1168 | 31 de enero de 2023      | 1 098 000 (14,7%) |
| 1169 | 1 de febrero de 2023     | 1 032 000 (14,5%) |
| 1170 | 2 de febrero de 2023     | 1 079 000 (15,2%) |
| 1171 | 3 de febrero de 2023     | 909 000 (13,8%)   |
| 1172 | 6 de febrero de 2023     | 1 087 000 (14,1%) |
| 1173 | 7 de febrero de 2023     | 1 161 000 (14,3%) |
| 1174 | 8 de febrero de 2023     | 980 000 (12,5%)   |
| 1175 | 9 de febrero de 2023     | 903 000 (12,3%)   |
| 1176 | 10 de febrero de 2023    | 905 000 (13,2%)   |
| 1177 | 13 de febrero de 2023    | 919 000 (12,5%)   |
| 1178 | 14 de febrero de 2023    | 934 000 (12,8%)   |
| 1179 | 15 de febrero de 2023    | 1 038 000 (14,4%) |
| 1180 | 16 de febrero de 2023    | 990 000 (13,9%)   |
| 1181 | 17 de febrero de 2023    | 983 000 (13,8%)   |
| 1182 | 20 de febrero de 2023    | 976 000 (13,2%)   |
| 1183 | 21 de febrero de 2023    | 1 016 000 (14,0%) |
| 1184 | 22 de febrero de 2023    | 1 006 000 (14,0%) |
| 1185 | 23 de febrero de 2023    | 1 085 000 (14,3%) |
| 1186 | 24 de febrero de 2023    | 943 000 (13,8%)   |
| 1187 | 27 de febrero de 2023    | 970 000 (12,4%)   |
| 1188 | 28 de febrero de 2023    | 994 000 (13,2%)   |
| 1189 | 1 de marzo de 2023       | 1 018 000 (13,6%) |
| 1190 | 2 de marzo de 2023       | 1 008 000 (13,7%) |
| 1191 | 3 de marzo de 2023       | 946 000 (14,0%)   |
| 1192 | 6 de marzo de 2023       | 1 025 000 (13,7%) |
| 1193 | 7 de marzo de 2023       | 1 182 000 (15,8%) |
| 1194 | 8 de marzo de 2023       | 1 158 000 (15,6%) |
| 1195 | 9 de marzo de 2023       | 1 008 000 (13,4%) |
| 1196 | 10 de marzo de 2023      | 929 000 (13,8%)   |
| 1197 | 13 de marzo de 2023      | 885 000 (12,1%)   |
| 1198 | 14 de marzo de 2023      | 992 000 (14,2%)   |
| 1199 | 15 de marzo de 2023      | 958 000 (13,5%)   |
| 1200 | 16 de marzo de 2023      | 960 000 (13,7%)   |
| 1201 | 17 de marzo de 2023      | 935 000 (13,5%)   |
| 1202 | 20 de marzo de 2023      | 961 000 (13,3%)   |
| 1203 | 21 de marzo de 2023      | 951 000 (12,6%)   |
| 1204 | 22 de marzo de 2023      | 957 000 (13,2%)   |
| 1205 | 23 de marzo de 2023      | 1 006 000 (14,0%) |
| 1206 | 24 de marzo de 2023      | 914 000 (13,7%)   |
| 1207 | 27 de marzo de 2023      | 974 000 (13,5%)   |
| 1208 | 28 de marzo de 2023      | 922 000 (13,8%)   |
| 1209 | 29 de marzo de 2023      | 1 016 000 (14,6%) |
| 1210 | 30 de marzo de 2023      | 941 000 (13,7%)   |
| 1211 | 31 de marzo de 2023      | 831 000 (12,5%)   |
| 1212 | 3 de abril de 2023       | 918 000 (12,9%)   |
| 1213 | 4 de abril de 2023       | 959 000 (13,9%)   |
| 1214 | 5 de abril de 2023       | 999 000 (14,8%)   |
| 1215 | 6 de abril de 2023       | 829 000 (12,6%)   |
| 1216 | 10 de abril de 2023      | 939 000 (13,7%)   |
| 1217 | 11 de abril de 2023      | 950 000 (13,6%)   |
| 1218 | 12 de abril de 2023      | 1 020 000 (14,0%) |
| 1219 | 13 de abril de 2023      | 958 000 (13,6%)   |
| 1220 | 14 de abril de 2023      | 962 000 (14,0%)   |
| 1221 | 17 de abril de 2023      | 999 000 (13,8%)   |
| 1222 | 18 de abril de 2023      | 821 000 (12,9%)   |
| 1223 | 19 de abril de 2023      | 928 000 (13,5%)   |
| 1224 | 20 de abril de 2023      | 902 000 (13,3%)   |
| 1225 | 21 de abril de 2023      | 966 000 (14,3%)   |
| 1226 | 24 de abril de 2023      | 955 000 (13,3%)   |
| 1227 | 25 de abril de 2023      | 947 000 (13,7%)   |
| 1228 | 26 de abril de 2023      | 995 000 (14,0%)   |
| 1229 | 27 de abril de 2023      | 874 000 (12,6%)   |
| 1230 | 28 de abril de 2023      | 872 000 (13,7%)   |
| 1231 | 2 de mayo de 2023        | 939 000 (13,1%)   |
| 1232 | 3 de mayo de 2023        | 948 000 (13,6%)   |
| 1233 | 4 de mayo de 2023        | 987 000 (14,1%)   |
| 1234 | 5 de mayo de 2023        | 931 000 (14,0%)   |
| 1235 | 8 de mayo de 2023        | 912 000 (12,6%)   |
| 1236 | 9 de mayo de 2023        | 957 000 (13,1%)   |
| 1237 | 10 de mayo de 2023       | 982 000 (13,4%)   |
| 1238 | 11 de mayo de 2023       | 961 000 (13,4%)   |
| 1239 | 12 de mayo de 2023       | 882 000 (12,5%)   |
| 1240 | 15 de mayo de 2023       | 937 000 (13,1%)   |
| 1241 | 16 de mayo de 2023       | 910 000 (12,4%)   |
| 1242 | 17 de mayo de 2023       | 976 000 (13,7%)   |
| 1243 | 18 de mayo de 2023       | 983 000 (13,8%)   |
| 1244 | 19 de mayo de 2023       | 938 000 (13,8%)   |
| 1245 | 22 de mayo de 2023       | 991 000 (12,0%)   |
| 1246 | 23 de mayo de 2023       | 916 000 (11,9%)   |
| 1247 | 24 de mayo de 2023       | 1 031 000 (13,4%) |
| 1248 | 25 de mayo de 2023       | 997 000 (13,7%)   |
| 1249 | 26 de mayo de 2023       | 923 000 (12,8%)   |
| 1250 | 29 de mayo de 2023       | 972 000 (12,6%)   |
| 1251 | 30 de mayo de 2023       | 953 000 (12,7%)   |
| 1252 | 31 de mayo de 2023       | 987 000 (13,2%)   |
| 1253 | 1 de junio de 2023       | 870 000 (12,3%)   |
| 1254 | 2 de junio de 2023       | 971 000 (14,1%)   |
| 1255 | 5 de junio de 2023       | 915 000 (12,2%)   |
| 1256 | 6 de junio de 2023       | 875 000 (11,9%)   |
| 1257 | 7 de junio de 2023       | 971 000 (12,8%)   |
| 1258 | 8 de junio de 2023       | 983 000 (13,0%)   |
| 1259 | 9 de junio de 2023       | 760 000 (11,0%)   |
| 1260 | 12 de junio de 2023      | 910 000 (12,6%)   |
| 1261 | 13 de junio de 2023      | 879 000 (11,6%)   |
| 1262 | 14 de junio de 2023      | 861 000 (12,2%)   |
| 1263 | 15 de junio de 2023      | 940 000 (12,8%)   |
| 1264 | 16 de junio de 2023      | 875 000 (13,0%)   |
| 1265 | 19 de junio de 2023      | 992 000 (13,4%)   |
| 1266 | 20 de junio de 2023      | 904 000 (12,2%)   |
| 1267 | 21 de junio de 2023      | 946 000 (13,1%)   |
| 1268 | 22 de junio de 2023      | 879 000 (12,2%)   |
| 1269 | 23 de junio de 2023      | 774 000 (11,5%)   |
| 1270 | 26 de junio de 2023      | 864 000 (11,7%)   |
| 1271 | 27 de junio de 2023      | 865 000 (11,5%)   |
| 1272 | 28 de junio de 2023      | 972 000 (12,9%)   |
| 1273 | 29 de junio de 2023      | 851 000 (11,9%)   |
| 1274 | 30 de junio de 2023      | 800 000 (12,1%)   |
| 1275 | 3 de julio de 2023       | 814 000 (11,4%)   |
| 1276 | 4 de julio de 2023       | 843 000 (11,7%)   |
| 1277 | 5 de julio de 2023       | 782 000 (10,8%)   |
| 1278 | 6 de julio de 2023       | 804 000 (11,1%)   |
| 1279 | 7 de julio de 2023       | 744 000 (10,8%)   |
| 1280 | 10 de julio de 2023      | 833 000 (11,5%)   |
| 1281 | 11 de julio de 2023      | 859 000 (11,7%)   |
| 1282 | 12 de julio de 2023      | 904 000 (12,6%)   |
| 1283 | 13 de julio de 2023      | 843 000 (12,2%)   |
| 1284 | 14 de julio de 2023      | 772 000 (11,3%)   |
| 1285 | 17 de julio de 2023      | 775 000 (10,5%)   |
| 1286 | 18 de julio de 2023      | 786 000 (10,5%)   |
| 1287 | 19 de julio de 2023      | 715 000 (9,7%)    |
| 1288 | 20 de julio de 2023      | 760 000 (10,7%)   |
| 1289 | 21 de julio de 2023      | 708 000 (10,3%)   |
| 1290 | 24 de julio de 2023      | 775 000 (10,2%)   |
| 1291 | 25 de julio de 2023      | 698 000 (9,8%)    |
| 1292 | 26 de julio de 2023      | 706 000 (10,2%)   |
| 1293 | 27 de julio de 2023      | 711 000 (10,4%)   |
| 1294 | 28 de julio de 2023      | 703 000 (10,4%)   |
| 1295 | 31 de julio de 2023      | 758 000 (10,7%)   |
| 1296 | 1 de agosto de 2023      | 688 000 (9,7%)    |
| 1297 | 2 de agosto de 2023      | 713 000 (10,0%)   |
| 1298 | 3 de agosto de 2023      | 733 000 (10,7%)   |
| 1299 | 4 de agosto de 2023      | 594 000 (9,4%)    |
| 1300 | 7 de agosto de 2023      | 699 000 (10,1%)   |
| 1301 | 8 de agosto de 2023      | 759 000 (10,9%)   |
| 1302 | 9 de agosto de 2023      | 796 000 (11,2%)   |
| 1303 | 10 de agosto de 2023     | 799 000 (11,5%)   |
| 1304 | 11 de agosto de 2023     | 690 000 (10,3%)   |
| 1305 | 14 de agosto de 2023     | 646 000 (10,0%)   |
| 1306 | 16 de agosto de 2023     | 690 000 (10,7%)   |
| 1307 | 17 de agosto de 2023     | 677 000 (10,1%)   |
| 1308 | 18 de agosto de 2023     | 654 000 (10,0%)   |
| 1309 | 21 de agosto de 2023     | 715 000 (10,3%)   |
| 1310 | 22 de agosto de 2023     | 740 000 (10,5%)   |
| 1311 | 23 de agosto de 2023     | 762 000 (10,7%)   |
| 1312 | 24 de agosto de 2023     | 736 000 (10,4%)   |
| 1313 | 25 de agosto de 2023     | 649 000 (9,4%)    |
| 1314 | 28 de agosto de 2023     | 745 000 (10,9%)   |
| 1315 | 29 de agosto de 2023     | 717 000 (10,5%)   |
| 1316 | 30 de agosto de 2023     | 725 000 (10,2%)   |
| 1317 | 31 de agosto de 2023     | 692 000 (10,3%)   |
| 1318 | 1 de septiembre de 2023  | 650 000 (9,4%)    |
| 1319 | 4 de septiembre de 2023  | 796 000 (11,2%)   |
| 1320 | 5 de septiembre de 2023  | 967 000 (13,7%)   |
| 1321 | 6 de septiembre de 2023  | 811 000 (11,7%)   |
| 1322 | 7 de septiembre de 2023  | 849 000 (12,1%)   |
| 1323 | 8 de septiembre de 2023  | 768 000 (10,9%)   |